# Gastronomía de Paraguay
La gastronomía de Paraguay es el conjunto de platos y técnicas culinarias producto del crisol cultural. La gastronomía derivada de la fusión cario guaraní-española es el más característico de la cocina paraguaya, sumado a los aportes de los colectivos migratorios históricos, como la cocina italiana y la alemana. La ciudad de Asunción es el epicentro de la gastronomía distintiva que se extiende en el actual Paraguay y sus áreas de influencia. En la sociedad paraguaya, el intercambio de conocimientos se desarrolla entre mestizos, criollos y guaraníes, desde la época virreinal hasta el presente, siendo el primer antecedente el contacto con los carios-guaraníes en el siglo XVI.

## Historia

### Época precolombina

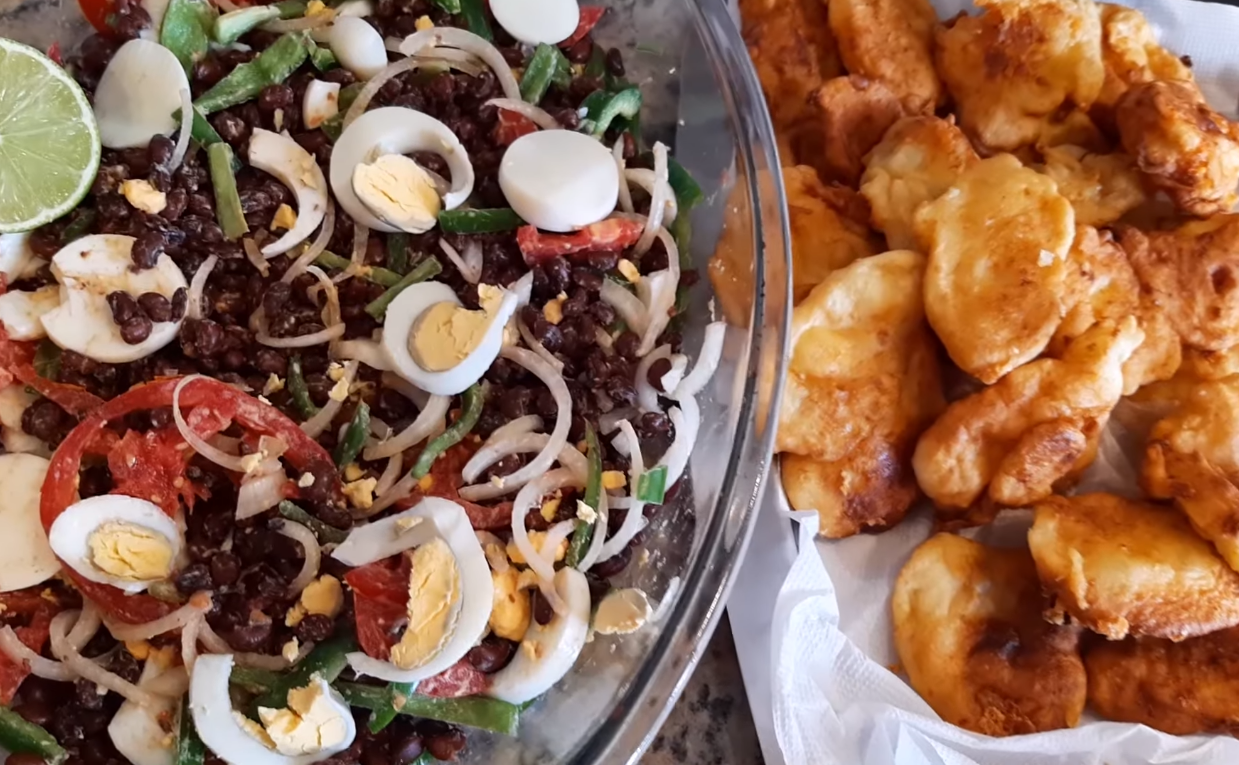
Ensalada de porotos con tortillas paraguayas.

Existen referencias que datan de 1567, del cronista y militar alemán Ulrico Schmidl, quien publicó en Baviera sus vivencias en Paraguay y el Río de la Plata, cuyos testimonios coinciden con otros cronistas sobre la costumbre antropofágica de muchos nativos americanos, que involucraban a los guaraníes, carios, caribes, mexicas, araucanos, incas, etc. Más allá de eso, según el chef e historiador gastronómico Vidal Domínguez Díaz, el caudal gastronómico de los carios-guaraníes junto con el caudal gastronómico de los españoles dio como resultado a la comida paraguaya. El ejemplo más destacado es la técnica gastronómica cario guaraní, en la que la carne silvestre a la estaca es reemplazada por la carne de vaca. La preferencia dominical o festiva del paraguayo por las carnes asadas nace de las siete vacas y un toro que llegaron a Asunción.
Los carios-guaraníes tenían una dieta basada en animales silvestres y panes de maíz y almidón con grasa animal, pero desconocían totalmente el uso de la leche, la carne vacuna, el queso y los huevos. Si bien los guaraníes y carios habitaban gran parte del suelo americano, el primer sincretismo español-guaraní se dio en 1537 con la fundación de Asunción cuando se entró en contacto con los carios guaraníes, en la que poco tiempo después se introduce el ganado vacuno en esa zona. Por esta razón, se considera a Asunción como madre de la gastronomía del Río de la Plata, pues desde esta ciudad partió la expedición que fundaría por segunda vez la ciudad de Buenos Aires (y algunas del litoral argentino), conformada por españoles, 66 mancebos paraguayos (entre ellos Ana Díaz, la única mujer) y 1.500 guaraníes. Esa misma expedición llevó bovinos para poblar el territorio pampeano.

### Época virreinal

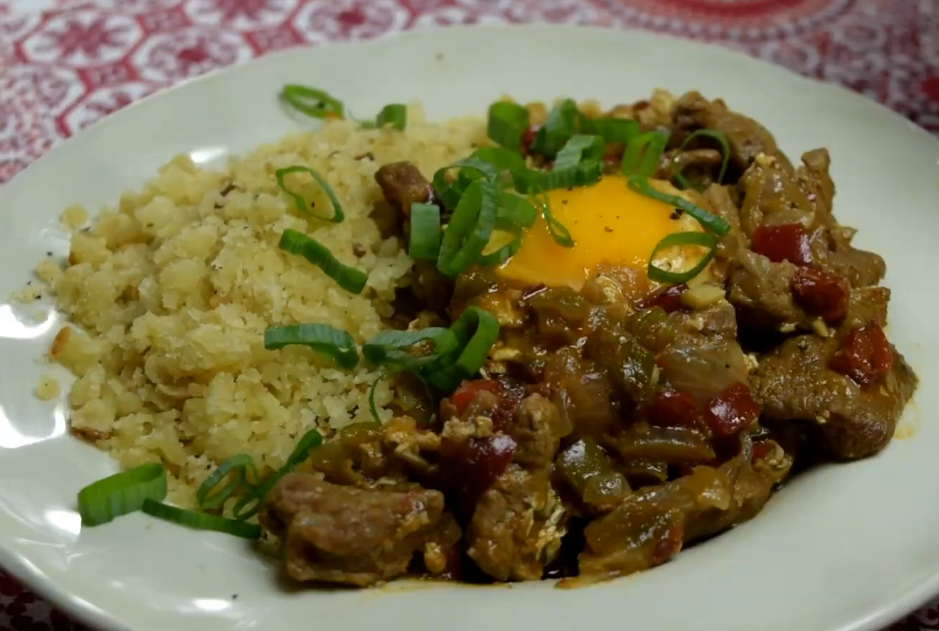
Reviro con guiso de carne.

Existe la idea equivocada de nombrar a la gastronomía paraguaya como "gastronomía guaraní". La gastronomía paraguaya nace de la fusión de la culinaria española y la cocina cario-guaraní, que se desarrolló por influencias de los padres franciscanos, los españoles y los criollos asuncenos, el cual tuvo lugar en Asunción y sus alrededores. Pueblos como Tobatí, Atyrá, Altos, Areguá, Ypané, Guarambaré, Itá y Yaguarón son ejemplos vivos de cómo la cultura paraguaya se desarrolló fuera y lejos de la influencia mercantil de los jesuitas. Cuando los jesuitas fueron expulsados en 1767, los nativos volvieron a su hábitat natural (la selva misionera) mas no fueron a Asunción y su zona de influencia para educar o enseñar, prueba de ello es la extinción de la cerámica jesuita y no así la franciscana que sigue viva en Itá, Areguá y Tobatí.
La cocina base de los cario-guaraníes consistía en la caza, la pesca, sus cultivos de granos, sus técnicas y métodos de cocción así como los utensilios que elaboraban. Los primeros antecedentes del sincretismo cario-guaraní español tuvieron lugar en la época de la fundación de Asunción y alrededores, donde posteriormente se fundaron las reducciones franciscanas de Altos, Atyrá, Guarambaré, Itá, etc. En la Gobernación del Paraguay se circunscribía una jurisdicción católica llamada «Provincia Paraguaria». Esta provincia, entonces dependiente del Virreinato del Perú, abarcaba las regiones de Paraguay, Argentina, Uruguay y partes de Bolivia, Brasil y Chile (entre 1604 y 1617). Desde 1617, la Provincia Paraguaria fue desmembrada a la Gobernación del Río de la Plata y la Gobernación del Paraguay, quedando así bajo la jurisdicción de esta última. Posteriormente esta región pasó a pertenecer al efímero Virreinato del Río de la Plata (1776-1810). La cultura desarrollada en el Gran Paraguay fue muy fuerte, ya que los guaraníes fueron usados por los conquistadores y los evangelizadores como intermediarios con otros pueblos amerindios. Por estos motivos, la cultura paraguaya que caracteriza a Asunción se conservó fuerte en esta zona, y a su vez se extendió hacia zonas donde más tarde se introdujo el ganado vacuno, con la fundación de Corrientes en 1588, la ciudad más antigua del NEA.
En las bitácoras (de viajeros como el alemán Ulrico Schmidl) y en los registros históricos de la época virreinal aparece en varios párrafos que los carios guaraníes (tribu que habitaba la zona de Asunción) preparaban tortas y panes a base de mandioca, maíz y choclo dulce mezclados con grasa animal, conocidos como "mbuyapé" ("pan" en guaraní). La alimentación cario-guaraní fue complementada con alimentos criollos que aportaron consigo los españoles desde el Viejo Continente. Esto se debió a la introducción del ganado vacuno en 1556, y a partir de estos se obtenían «nuevos» alimentos tales como: carne de res y oveja, leche, huevos, quesos, etc. De esta manera, las comidas con ingredientes de la base gastronómica cario-guaraní (maíz, mandioca, zapallo, batata, etc.) se entremezclaron con ingredientes traídos por los españoles (carne, leche, quesos, huevos, etc.). Dicha unión dio lugar a comidas que se han consumido desde esa época virreinal hasta la actualidad. Fue en este contexto donde se originó la receta de los platos típicos paraguayos que tienen como ingredientes base la mandioca, maíz, queso, leche y carne vacuna.

### Época republicana

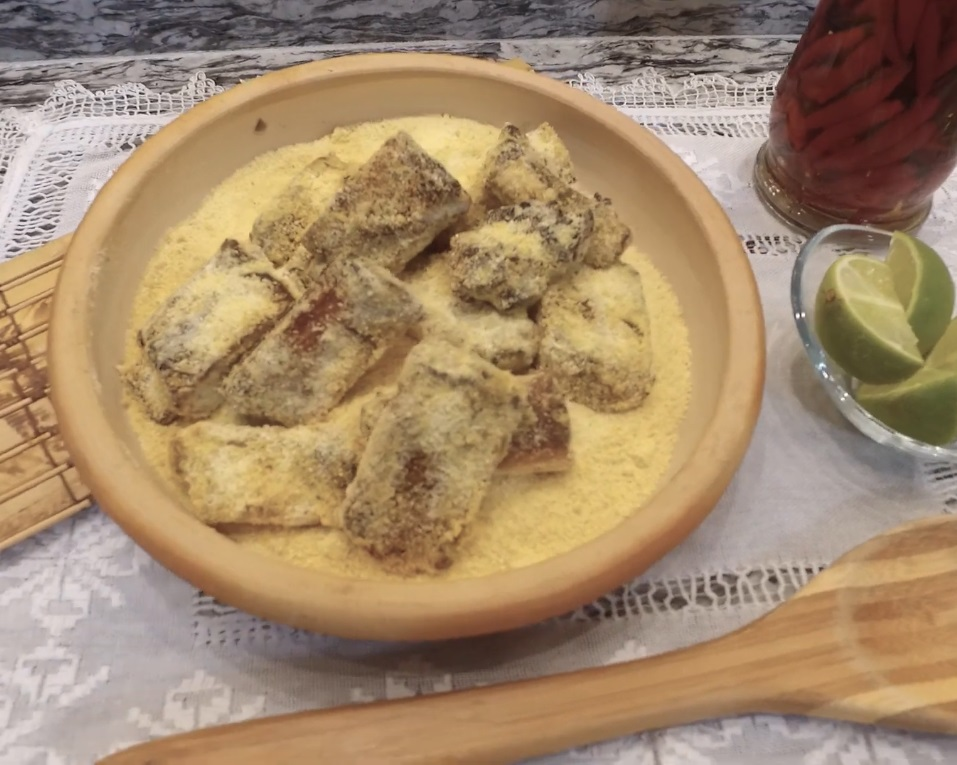
Chicharrón Huití.

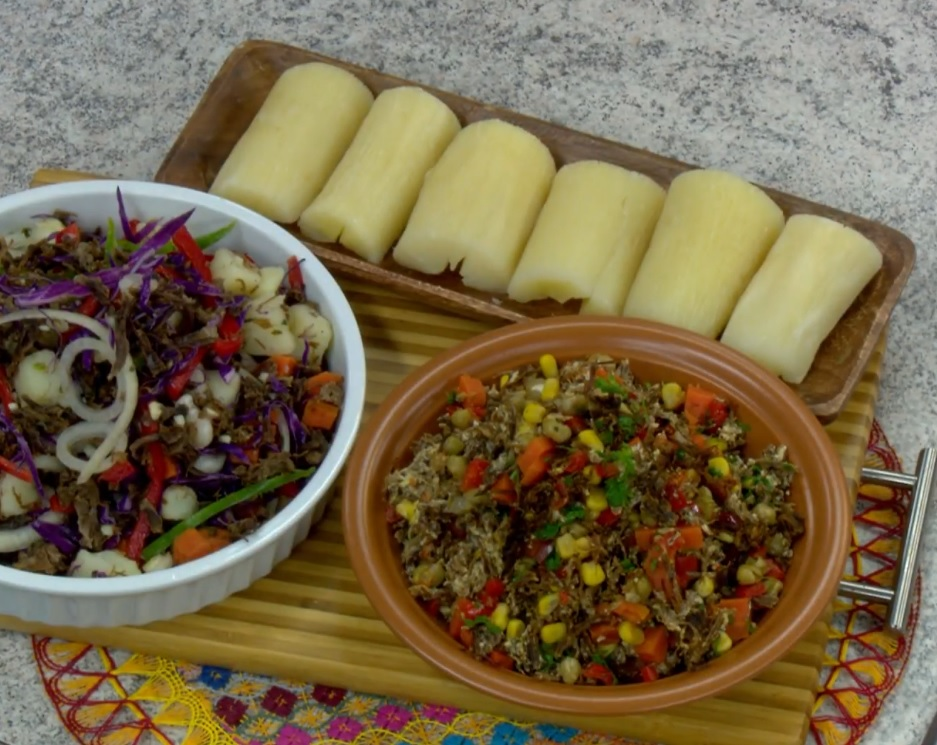
Chastaka.

En este periodo la cocina mestiza tal como se conoce está consolidada, producto de la fusión de los conocimientos y elementos de los guaraníes con los traídos por los conquistadores así como la renovación de utensilios y formas de cocción de los alimentos. Evoluciona en la época de los López con los conocimientos de la cocina mestiza y aprovechando todo aquello que en el país se producía, además de nuevas recetas frutos del capricho y la novedad en la época de Carlos Antonio López y más tarde con Francisco Solano López y Madame Lynch. Durante esta época y en los años de la posguerra, se puede notar un aprovechamiento de todos los productos. Se encuentran innumerables recetas donde se reutilizan carnes en variadas fórmulas. El uso de la mandioca y el maíz para hacer rendir la comida era muy común.
Desde 1537 hasta 1870, la inmigración europea fue muy baja, sobre todo en la era independiente debido a la tardía apertura internacional durante el mandato del Dr. Francia. Recién durante el gobierno de Carlos Antonio López los países de la región y de Europa reconocieron finalmente la independencia del Paraguay, como Francia y Argentina. La política migratoria europea se acentuaría más tras la guerra grande, fenómeno que transformó y constituye la sociedad paraguaya actualmente. De este modo, la gastronomía comienza a heredar elementos traídos por los inmigrantes que iban llegando al Paraguay a finales de los años 1800 y primer cuarto del 1900, sentando las bases de la cocina moderna, con ingredientes procesados en Paraguay y adaptados al modo de vida del siglo XXI. Las principales influencias que enriquecieron la culinaria paraguaya son la italiana y la alemana, en lo que respecta al consumo de pastas, postres, bebidas y embutidos, muy arraigados en los paraguayos.

La gastronomía paraguaya tiene elementos comunes americanos como el uso del maíz, la mandioca, el maní y las legumbres. La herencia de los recursos naturales, la cultura de los guaraníes y la amalgama con la cultura europea, dan al Paraguay una gastronomía diferente al resto de América, guardando mayor similitud con los países rioplatenses. Elementos como la chipa y el tereré, se están difundiendo en casi todo el Cono Sur gracias a las migraciones internas. En 2017 el Ministerio de la Secretaría Nacional de Cultura del Paraguay decidió:
“Declarar como Patrimonio Cultural Inmaterial del Paraguay a la producción, elaboración artesanal y tradicional de cuatro comidas típicas paraguayas aún vigentes tales como el vori-vori, el locro, la sopa paraguaya y el yopará (mezcla de poroto y locro); y así también sus recetas, conocimientos, prácticas y saberes que se transmiten de generación en generación y se documentan los elementos materiales e inmateriales asociados a ésta (el maíz, en sus diferentes variedades) como manifestación cultural.”

### Historia de los utensilios
Una de las características principales que identifican a la cocina paraguaya se remontan en la forma en que los guaraníes empleaban los utensilios. Conocida comúnmente en Paraguay como «cubiertos», estos se fabricaban antiguamente de la madera y resina de los árboles, fibras vegetales, plumas y pieles de animales, de las calabazas y otras más las cuales han sido adaptadas a las herramientas y materiales que la culinaria exige en la actualidad. De las fibras vegetales se fabricaban cestas, cedazo, filtros para la harina de maíz o mandioca, mientras que de las calabazas se acostumbraban hacer un corte. De los huesos de animales, especialmente de los pescados se fabricaban los cuchillos y los tenedores. Con la corteza y lijado de madera era costumbre hacer recipientes con o sin tapa, las cuales facilitaban el transporte de cosechas desde el campo y también para almacenar adornos, ropas e insumos.
Los materiales de fabricación fueron variando y con el paso del tiempo, se descubrieron componentes como el barro y el hierro de los cuales se fabricaban el japepo, el kambuchi, el lebrillo, el tatakua o ña’epyu, entre otros. A medida que fueron innovándose, los elementos de cocina comenzaron a fabricarse a partir de la alpaca, y al mismo tiempo existían localidades donde hacían cucharas, tenedores y vasos de cuernos vacunos, mientras que por otras latitudes las confecciones de madera eran también de uso corriente, entre ellas, la tradicional patulá, chuchara chata y cuchara larga que sirven para remover los alimentos espátula. No fue sino hasta el gobierno de Carlos Antonio López cuando se hizo masivo la utilización de ollas y pavas de hierro, mediante la disponibilidad producida por la fundición de hierro de La Rosada de Ybycuí. Aunque estos utensilios hayan evolucionado, varios de los cubiertos de hierro y barro se siguen utilizando, también es posible ver que en el campo empleen hojas de banana para preparar guarniciones de maíz en el tatakua, tal y como lo hacían los antepasados paraguayos.

## Ingredientes

### Frutas, verduras y legumbres

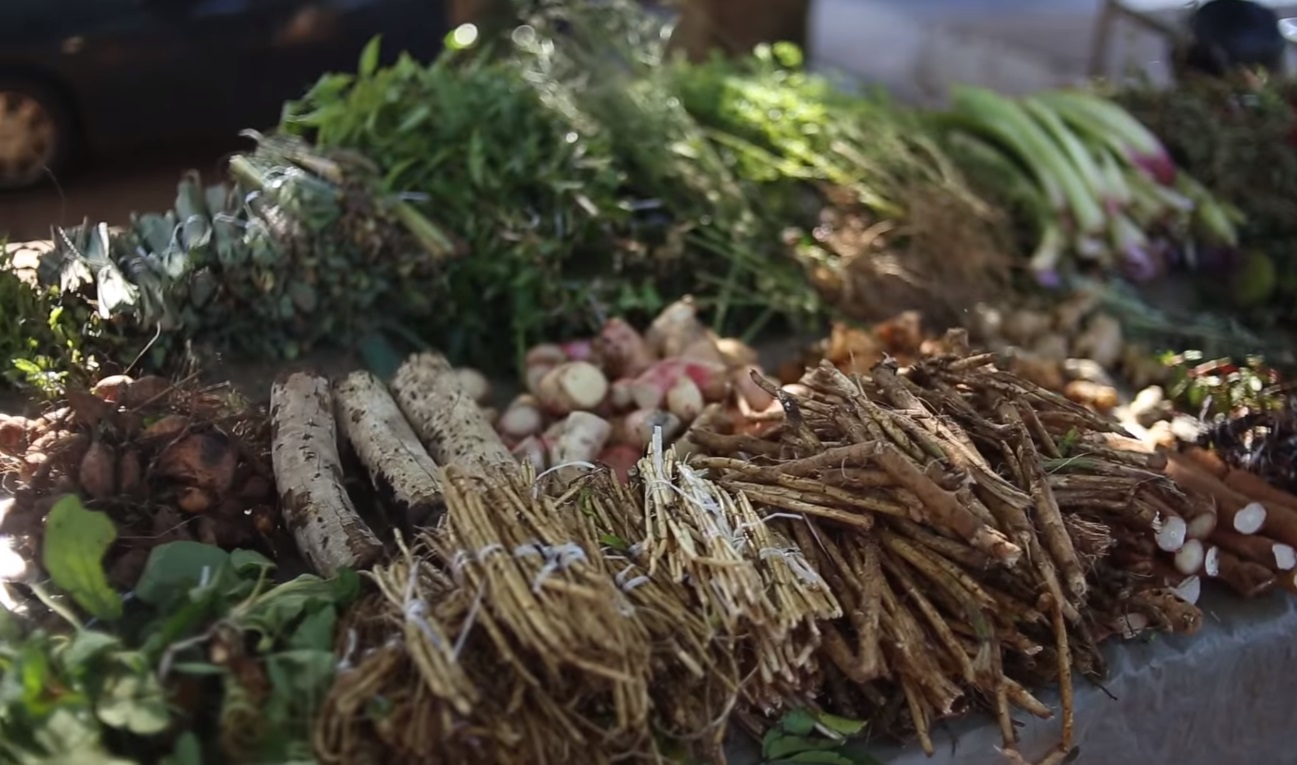
Yuyos o hierbas medicinales para el tereré.

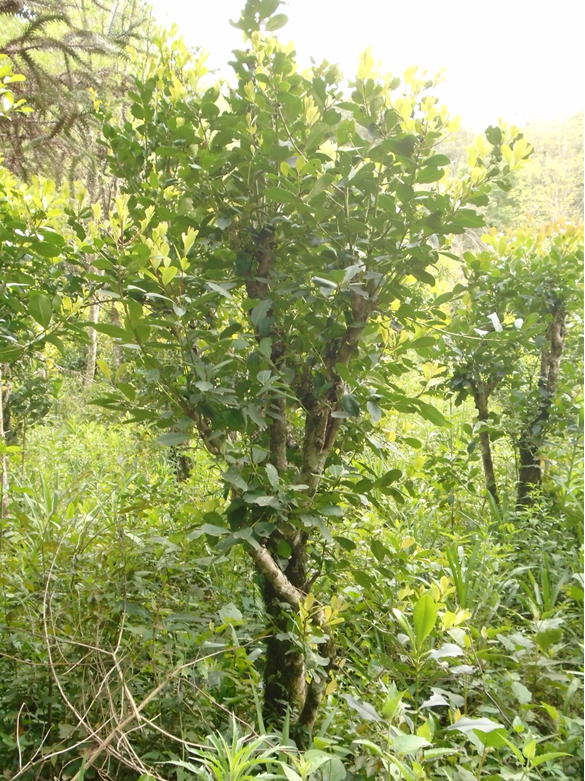
La yerba mate se cultiva en gran parte de la región oriental.

Las frutas consumidas y cultivadas que se registran son: piña, banana, guayaba, guavira pytã, guavirami, apepú, yakarati'a, pakuri, ñandypa, ñangapiry, aguaí, aratiku, mburukuja, mamón, mango, melón, sandía, naranja, frutilla, ingá, yvapurû, yvapovõ y tarumá. Según la fruticultura paraguaya, para cosechar las variedades frutales se debe considerar el calendario: frutos como la guayaba se cosechan de enero a marzo; los cítricos, de marzo a octubre; la uva, la piña y la ciruela, de diciembre a enero; el aguacate, de abril a mayo; la sandía y el melón, de septiembre a abril; mientras que la banana se cosecha todo el año a excepción de las épocas de mucho frío.
Entre los vegetales destacan las hojas como la acelga, lechuga, cebollita de verdeo, espinaca, col china, repollo, achicoria y perejil. Entre las flores: brócoli, coliflor y el alcaucil o alcachofa. En el subgrupo de frutos está el zapallo, melón, tomate, locote, berenjena. Las raíces que más se consumen y cultivan son la zanahoria, nabo, rabanito, jengibre, remolacha y batata; mientras que bulbos como el ajo y la cebolla forman parte del ingrediente base en los platos paraguayos. El uso de la soja y la moringa también están presentes en la culinaria paraguaya, con una exportación aproximada de 15.000 kilos de esta última sumado a la producción de píldoras. Si bien el consumo de la moringa no pasa de una infusión en el mate y tereré, varios productores asociados en torno a la moringa están utilizando la hoja para la elaboración de panificados, tartas, sopas o tortillas, y para introducir al alimento proteínas, aceites vegetales y fibras.
En Paraguay se cultivan ciertas especies de legumbres como la arveja, la lenteja, el garbanzo y los porotos, especialmente de la variedad kumanda pytâ, San Francisco, poroto señorita y el kumanda yvyra'i.
Paraguay es el tercer productor mundial de yerba mate, después de Argentina y Brasil. Algo que no queda exento en lo que a insumos naturales se refiere, es la masiva demanda de las plantas medicinales empleados para el mate y el tereré, que son conocidos también como pohâ ñanâ y se incorporaron en la sociedad paraguaya mestiza-criolla. Un dato respecto al uso sostenible de las especies que se desarrollan en el país, es que se busca proteger y patentar la utilización de estas plantas y los recursos de la medicina tradicional a través de tratados internacionales, precisamente para resguardar esta tradición y evitar que las empresas exploten la biodiversidad frabicando productos sin la autorización de los nativos. Cada 1 de agosto se celebra el "Día Nacional del Poha Ñana".

### Carnes y lácteos

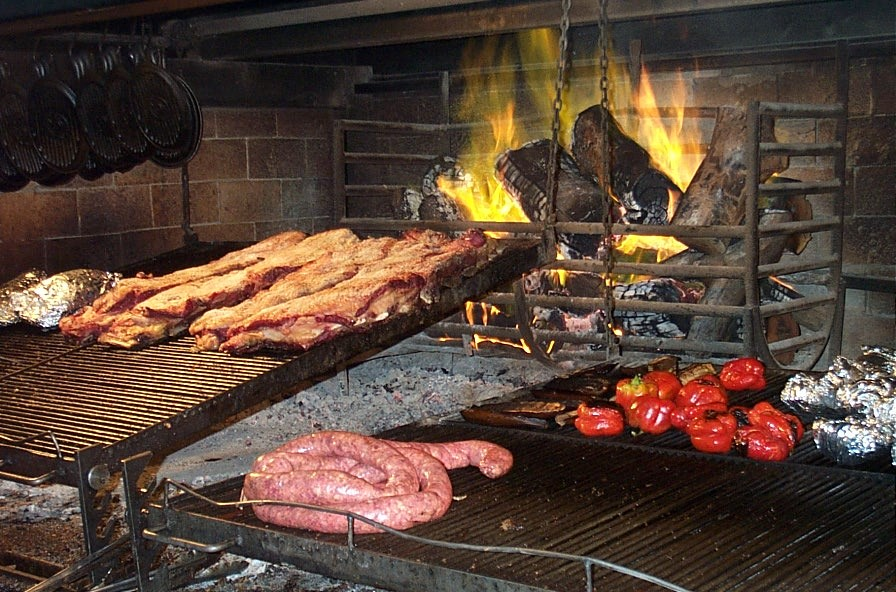
Paraguay es el tercer consumidor mundial de carne vacuna y de asados per cápita.

Paraguay tiene el segundo hato vacuno per cápita del mundo, con 2,16 cabezas por habitante, después de Uruguay (3,45 cabezas por habitante). También tiene el séptimo hato vacuno más poblado de América, después de Brasil, Estados Unidos, Argentina, México, Colombia y Venezuela. La introducción de la carne bovina en el Paraguay se remonta en los tiempos de la conquista española en 1537, en los tiempos cuando descubrieron que por estas tierras, la fauna silvestre nativa que habitaba era el guasú, yaguareté y capibara. Fue así, que en 1545 los hermanos Escipión y Vicente Goes introducen siete vacas y un toro en Paraguay, ejemplares provenientes de las costas brasileñas de San Vicente que a su vez, eran originarias de Alentejo y Extremadura; estas avileñas negras se caracterizaron por presentar una gran rusticidad y elevada fertilidad, y constituyó un minúsculo rebaño que dio comienzo a la domesticación de animales en el país. Durante las expediciones españolas, en 1609 llegaron los jesuitas para fundar la primera misión de todas las misiones guaraníes: San Ignacio Guazú, donde allí, introducen la cría del ganado vacuno. Esa es la razón del porqué se dice que los paraguayos, desde sus orígenes, son más ganaderos que agricultores. Tras la expulsión de los jesuitas en 1768, se contabilizaron 801.258 cabezas de ganado.
Tras todo lo acaecido, se funda la «Sociedad Ganadera del Paraguay» en 1885, entidad que se encargaría de apoyar y colaborar con el desarrollo de la industria cárnica en el país. Luego cambiaría de nombre a «Asociación Rural del Paraguay» en 1938. Hacia 1895, la población vacuna del país llegaba a 2.283.093 cabezas. 

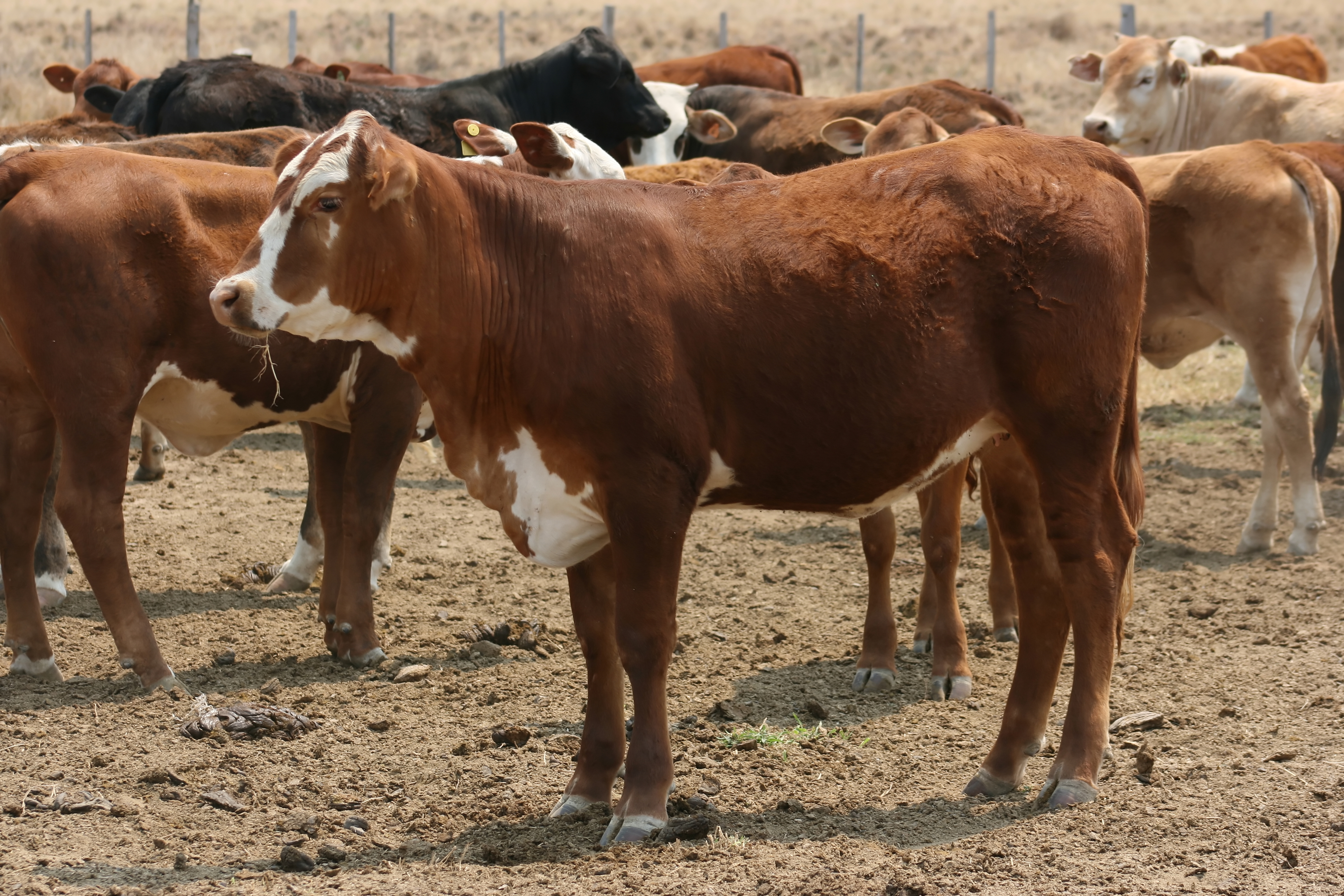
Paraguay tiene el segundo hato vacuno per cápita del mundo, con 2,16 cabezas por habitante en 2022.

En 1901 llegan los primeros productores de Hereford, introducida por Carlos Pfannl en Puerto Fonciere. En 1918 llegan los primeros reproductores de la raza Aberdeen angus y en 1930, la industria frigorífica paraguaya ya fue consolidándose. El hato ganadero nacional alcanza 3.700.000 cabezas en 1940 y en 2012 supera las 13 millones de cabezas. Según el censo agropecuario de 2022, Paraguay cuenta con 13.240.000 cabezas de ganado vacuno, equivalente a 2,16 ejemplares por habitante. El mismo censo registró la ganadería porcina en 1,8 millones de cabezas; ganado equino 255.439 cabezas; ganado ovino 476.955 cabezas; y 32 millones de cabezas de aves (gallo, gallina y crías).
Paraguay es el tercer mayor consumidor de carne vacuna en el mundo, con 28 kilos per cápita al año siendo superado solo por Uruguay (41 kilos) y Argentina (44 kilos). Entre los hábitos de consumo de carne vacuna, la preferida por los paraguayos es la envasada al vacío, siendo popular los asados de fin de semana. El consumo de aves de corral es de 20 kilos en promedio, mientras que la carne de cerdo oscila los 5 kilos por habitante.
La producción de leche en Paraguay genera alrededor de 1.850.000 litros diarios y su consumo alcanza los 180 litros anuales por habitante. Entre los lácteos que se comercializan están los yogures, bebidas lácteas, quesos, mantecas, crema de leche, dulce de leche, leche en polvo, etc. teniendo a Lactolanda y Trébol como los líderes de la industria láctea paraguaya, pero tras ellos está la Asociación de Productores de Leche (Aprole) que aglutina a otros 80 productores, muchos de ellos cooperativizados. La leche constituye la dieta principal del paraguayo en el desayuno, tanto, que llega a instituciones educativas en los programas de merienda escolar. El 50% de la producción láctea se encuentra en Juan Eulogio Estigarribia, mientras que las zonas productivas restantes se reparten en Chaco central, Colonias Unidas y San Pedro. Una colectividad inmigrante que destaca en este rubro son los menonitas, en su mayoría asentados en la zona del Chaco y norte de la región oriental, y entre ellos, sobresale una comunidad de Curuguaty, quienes cuentan con plantas que llegan a producir 80.000 litros de leche por día. También se dedican a los cultivos alternados de soja, maíz y avena.
| Población vacuna de Paraguay por departamento (2016) | Población vacuna de Paraguay por departamento (2016) | Población vacuna de Paraguay por departamento (2016) | Población vacuna de Paraguay por departamento (2016) | Población vacuna de Paraguay por departamento (2016) | Población vacuna de Paraguay por departamento (2016) | Población vacuna de Paraguay por departamento (2016) | Población vacuna de Paraguay por departamento (2016) | Población vacuna de Paraguay por departamento (2016) | Población vacuna de Paraguay por departamento (2016) |
| N°                                                   | Departamento                                         | Cantidad de vacunos                                  | Tenedores                                            | Ejemplares por habitante                             | N.º                                                  | Departamento                                         | Cantidad de vacunos                                  | Tenedores                                            | Ejemplares por habitante                             |
| ---------------------------------------------------- | ---------------------------------------------------- | ---------------------------------------------------- | ---------------------------------------------------- | ---------------------------------------------------- | ---------------------------------------------------- | ---------------------------------------------------- | ---------------------------------------------------- | ---------------------------------------------------- | ---------------------------------------------------- |
| 1°                                                   | Presidente Hayes                                     | 2 497 037                                            | 8 008                                                | 21,02                                                | 10°                                                  | Misiones                                             | 508 345                                              | 8 739                                                | 4,17                                                 |
| 2°                                                   | Boquerón                                             | 1 877 167                                            | 3 923                                                | 30,42                                                | 11°                                                  | Paraguarí                                            | 475 300                                              | 10 335                                               | 1,87                                                 |
| 3°                                                   | Alto Paraguay                                        | 1 565 023                                            | 2 311                                                | 92,62                                                | 12°                                                  | Itapúa                                               | 453 429                                              | 13 198                                               | 0,77                                                 |
| 4°                                                   | San Pedro                                            | 1 354 796                                            | 27 233                                               | 3,27                                                 | 13°                                                  | Caazapá                                              | 343 235                                              | 9 570                                                | 1,89                                                 |
| 5°                                                   | Concepción                                           | 1 209 876                                            | 15 381                                               | 5,03                                                 | 14°                                                  | Cordillera                                           | 255 182                                              | 4 739                                                | 0,86                                                 |
| 6°                                                   | Amambay                                              | 990 965                                              | 2 401                                                | 6,12                                                 | 15°                                                  | Alto Paraná                                          | 210 074                                              | 3 597                                                | 0,27                                                 |
| 7°                                                   | Canindeyú                                            | 737 389                                              | 8 594                                                | 3,39                                                 | 16°                                                  | Guairá                                               | 157 338                                              | 5 052                                                | 0,72                                                 |
| 8°                                                   | Ñeembucú                                             | 606 888                                              | 13 093                                               | 6,87                                                 | 17°                                                  | Central                                              | 63 614                                               | 1 993                                                | 0,03                                                 |
| 9°                                                   | Caaguazú                                             | 552 926                                              | 12 522                                               | 1,02                                                 | —                                                    | Paraguay                                             | 13 858 584                                           | 150 689                                              | 2,02                                                 |

### Queso Paraguay

Queso Paraguay.

El tradicional Queso Paraguay  es uno blanco de las adulteraciones, obtenido a partir de la leche entera de la vaca, sin pasteurizar. Según expertos de la Cámara Paraguaya de Industriales Lácteos, no puede estar expuesto a temperatura ambiente por más de 1 o 2 horas. Entre sus principales características es que es de una firmeza respetable, de color blanco, el cual larga un líquido al momento de cortarlo, que es el suero contenido en él, especialmente cuando está fresco. Cuando está fraguado o duro tiene un color amarillento, seco, hinchado, con muchos ojos o agujeros. Existen factores claves que caracterizan al queso paraguay para que obtenga el sabor distintivo, el cuerpo y la consistencia con respecto a otros quesos: el tipo de leche que se utiliza; el método para cuajar la leche y para cortar, cocer y prensar la cuajada; el tipo de bacteria u hongo empleado para el añejamiento; la cantidad de sal y los condimentos añadidos; y las condiciones térmicas en el proceso de añejamiento y curación.
El queso paraguay es el que más destaca entre los quesos frescos comercializados en Paraguay, debido a su alto valor biológico en términos de contenido proteínico y calcio de fácil asimilación, además de fósforo, magnesio, vitaminas del grupo B (especialmente la riboflavina, B12 y niacina) y las vitaminas liposolubles A y D.

### Maíz y choclo
Es bien sabido que Mesoamérica es el centro-origen de los granos como el maíz y el choclo, territorio donde se domesticó su cultivo y consumición hasta expardirse por toda América entre las diferentes civilizaciones que se desarrollaban en este continente. Así, este vegetal llegó hasta las civilizaciones que se estaban desarrollando en lo que hoy es Paraguay, lugar donde los guaraníes lograron emplear el maíz como cultivo base para su alimentación, integrándose también en su cosmogonía como una de sus plantas sagradas. Con la llegada de los europeos a América se sincretizaron las culturas, y el maíz se convirtió en la manifestación cultural y espiritual de la civilización actual, dando paso al origen de la diversidad gastronómica en los países americanos, incluido Paraguay. Debido al desarrollo genético que ha tenido el maíz, gracias en parte a la adaptación climática en esta zona de América, el más diseminado por todo el Paraguay es el Avatí Morotĩ o Avatí Chipá, que a pesar de poseer una tonalidad amarilla, adquiere una tonalidad blanquecina al momento de moler los granos. En menor medida, existen amplias variedades dispersadas por todo el país: el Avatí Guapy, el Avatí Mitã, el Avatí Tĩ, el Pichinga Aristado, el Sapé Pytã , el Tupi Morotĩ y el Tupi  Pytã.

### Mandioca y almidón
Presente en muchos países, las primeras referencias indicarían que en Perú ya se cultivaban en el siglo XX AC. La conclusión no errónea es que es de origen sudamericano. La mandioca llegó a expandirse por América Central y los mayas ya la cultivaban desde los años 800 DC y hoy, muchos pueblos africanos la tienen en su dieta esencial. Se hizo tan cosmopolita que Tailandia llegó a convertirse en uno de los grandes productores y el que más elabora su almidón en el mundo. En la cocina de Paraguay, la fécula o almidón de mandioca se mezcla con queso y leche para hacer bollitos horneados llamados chipá, el tentempié más habitual de la región, o se utiliza para dar consistencia a guisados de carne y verdura como el vorí vorí, el mbeju, o el caburé. Es también ingrediente principal en la elaboración del lampreado o payaguá mascada. Lo cierto, es que la mandioca hervida (cocida) reemplaza al pan en la mesa diaria del plato paraguayo.

## Preparaciones

### Guarniciones

Chipa guazú.

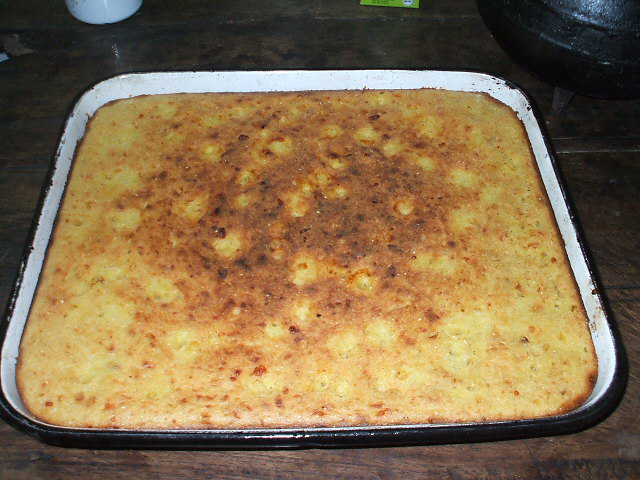
Sopa paraguaya.

- Chipa guazú: es una guarnición a base de choclo, queso, cebolla y huevos que goza de igual popularidad que la sopa paraguaya. Se trata de una especie de suflé que se acostumbra comerlo tibio o caliente y su consistencia puede variar de acuerdo al tiempo de cocción; adquiere por lo general un textura dorada en su superficie, mientras que en el interior se conserva la contextura amarilla de la mezcla. En algunos aspectos de la cocina paraguaya, se le considera la evolución del Ka'i Ku'a. Es guarnición obligada en los «asados», es decir, en los encuentros de carácter social y/o familiar que se realizan en torno a la mesa en la que se sirven distintos cortes de carne vacuna o cerdo y embutidos a la parrilla. Sus variantes rellenas son la chipa guazú con pollo y la chipa guazú con carne.

- Sopa paraguaya: se trata de una torta esponjosa salada, de muy rico contenido calórico y proteico, producto del sincretismo guaraní y español. Según Margarita Miró Ibars, profunda conocedora e investigadora del folklore paraguayo, los guaraníes estaban acostumbrados a consumir comidas pastosas elaboradas con harina de maíz o de mandioca, envueltas en hojas de güembé o banana y cocinadas entre ceniza caliente; mientras que los españoles introdujeron el uso del queso, los huevos y la leche, aditivos que se agregaron a los platos preparados por los guaraníes. La sopa paraguaya es una especie de guarnición infaltable en los asados, en Semana Santa y en los casamientos, tanto, que en la cultura popular la pregunta más recurrente que se le formula a los novios que llevan mucho tiempo de pareja es ¿Cuándo comemos la sopa?. Los ingredientes base que lleva son harina de maíz paraguaya (puesto que su procesamiento es diferente a la harina de maíz de otros países), cebolla, aceite, leche y huevos. Entre sus variantes están la sopa so'o (con relleno de carne), la sopa ryguazú (con relleno de pollo), y otras más.

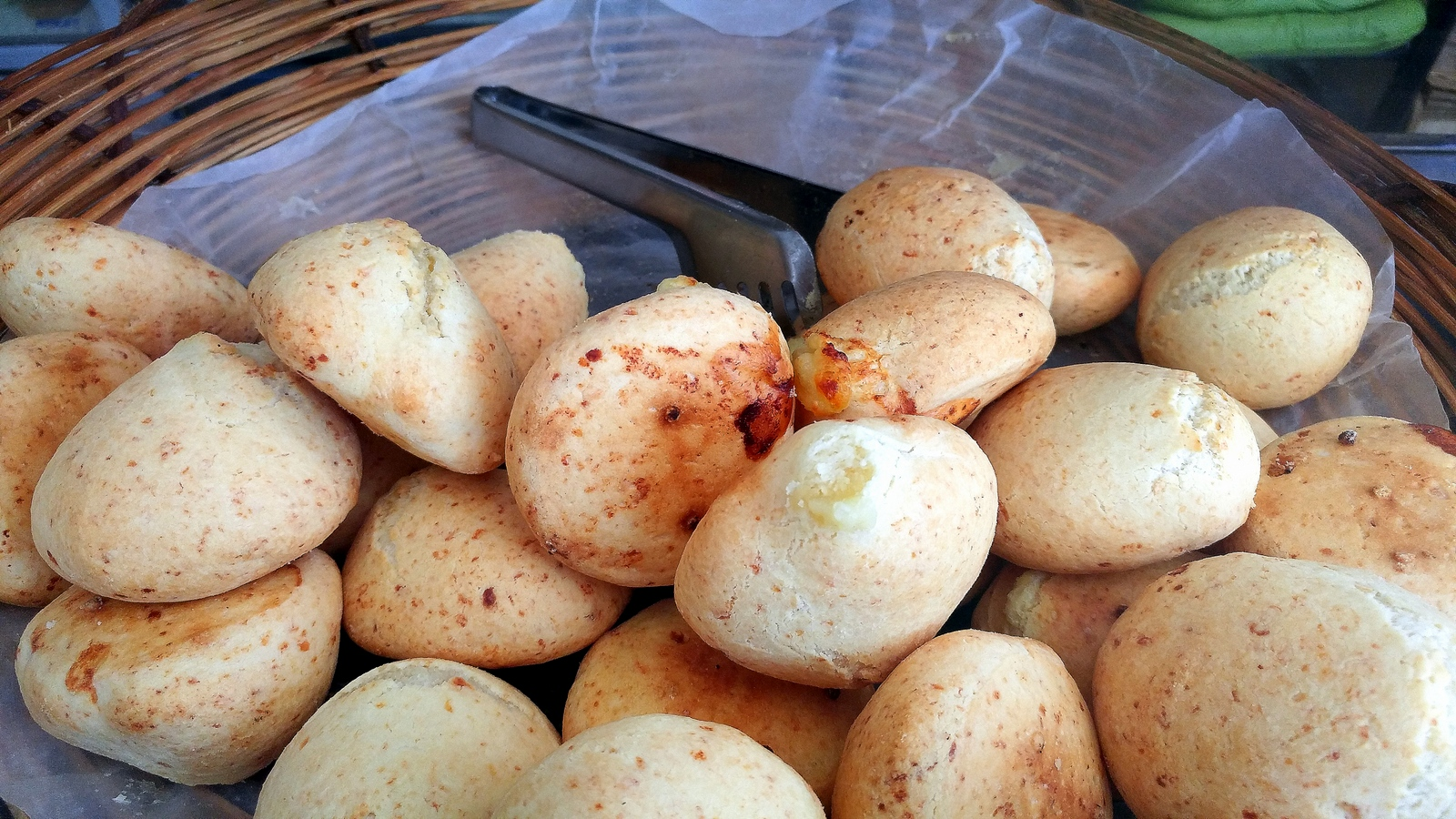
Chipa.

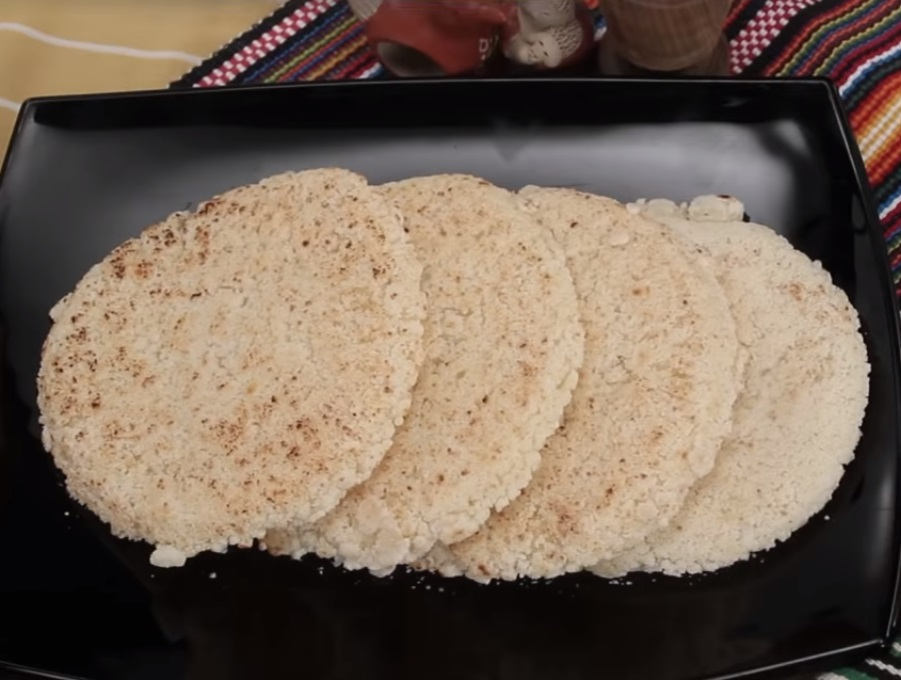
Mbeyú.

- Chipa: es un panificado elaborado a base de almidón de mandioca, queso paraguay duro, anís y otros ingredientes. Es el alimento más consumido masivamente por la población como media mañana, entre ellos funcionarios, obreros o trabajadores, sin distinción ni clase social, solo la aceptación de su delicado sabor. Desde tiempos remotos se convirtió en el complemento ideal del cocido en las tardes paraguayas, cuya infusión preparada con yerba mate, puede contener leche, o coco rallado. Como entremés de las mesas más refinadas, a la hora del cóctel, actualmente es muy apreciada la variedad llamada «chipita», que son secas, crocantes y pequeñas, ideal para reuniones y encuentros. La chipa o chipa almidón es la variedad más estándar de este panificado, pero también existen un montón de variedades como la chipa avatí, chipa de maní, chipa caburé, chipa cuerito, chipa mestiza (mezcla de almidón con harina de maíz), chipa pirú, chipa rorá, chipa so'o (con relleno de carne), y otros más.

- Mbeyú: es una torta fina de almidón de mandioca, queso fresco, grasa de cerdo y leche. Junto con la chipa y la sopa paraguaya, forma parte de las guarniciones para acompañar el mate cocido, la leche o el café, aunque también funge como complemento de otros platos. La constituyen sus siguientes variantes: mbeyú mestizo, mbeyú relleno, mbeyú  avevó, mbeyunada, etc.

- Ka'i Ku'a: traducido del guaraní como cintura de mono, es un manjar hecho con choclo, manteca y queso, forrados en chalas y puesta a cocción en agua hirviendo. Comparte similitud con el humita andino, el tamal mesoamericano y la pamoña brasileña, y es típico de la costumbre de los guaraníes. Es ideal para acompañarlo en el almuerzo o consumirlo con leche.[42]

- Mbaipy: es una forma de cocción de la harina de maíz en la gastronomía paraguaya, elaborado con cebolla, leche y queso paraguay. Puede consumirse solo o bien puede acompañar alguna salsa con carne o pollo picado, así como chorizos y otros embutidos. Entre sus variantes más conocidas están: mbaipy cuajada, mbaipy choclo, y un postre bastante conocido como mbaipy dulce, el cual lleva leche, miel negra, ralladuras de naranja o canela, etc. y puede acompañarse con una taza de chocolate.[43]

- Reviro: es típico de los departamentos de Itapúa y Alto Paraná, aunque actualmente está extendido en otras zonas. Se trata de una masa añicada compuesta de harina, agua y sal, a veces complementada con huevos. Esta receta se originó en las yerbateras donde trabajaban los mensúes y se la consume con mate cocido o café como sustituto del cereal o del pan.

- Tortilla paraguaya: es una masa frita compuesta de harina, queso paraguay, leche, sal, agua y huevos, casi parecida al omelette de queso. Es el ingrediente base del puretón, un plato consistente en tortilla, huevo frito, papas y picaditos de carne.

### Caldos, estofados y guisados

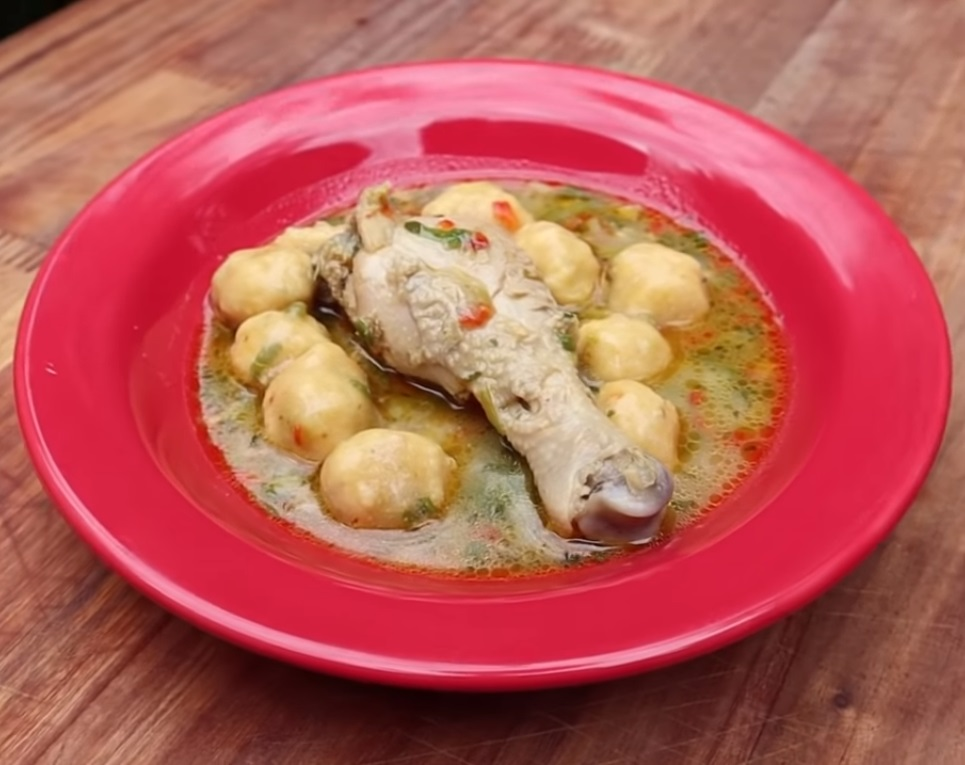
Vorí vorí.

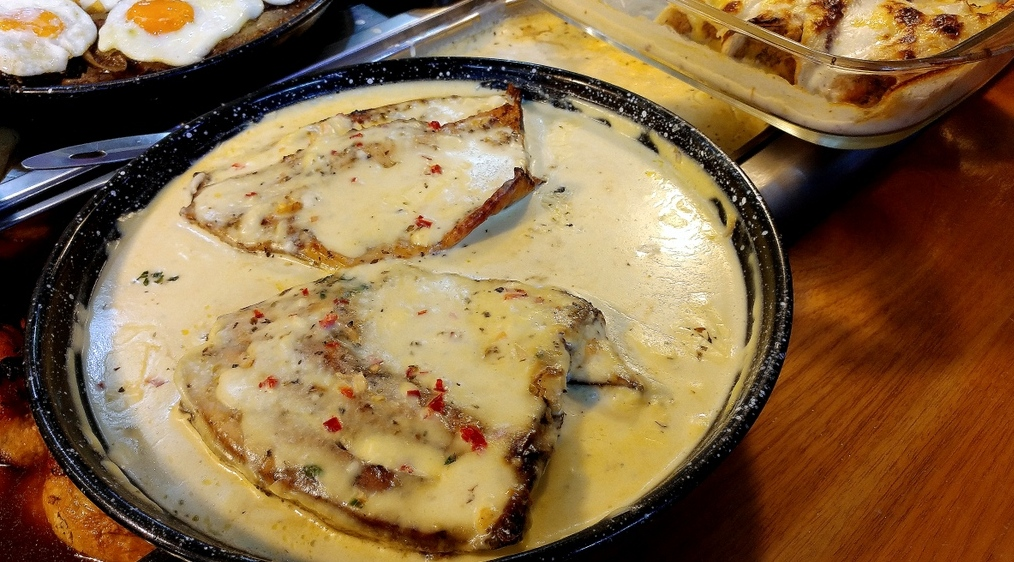
Piracaldo.

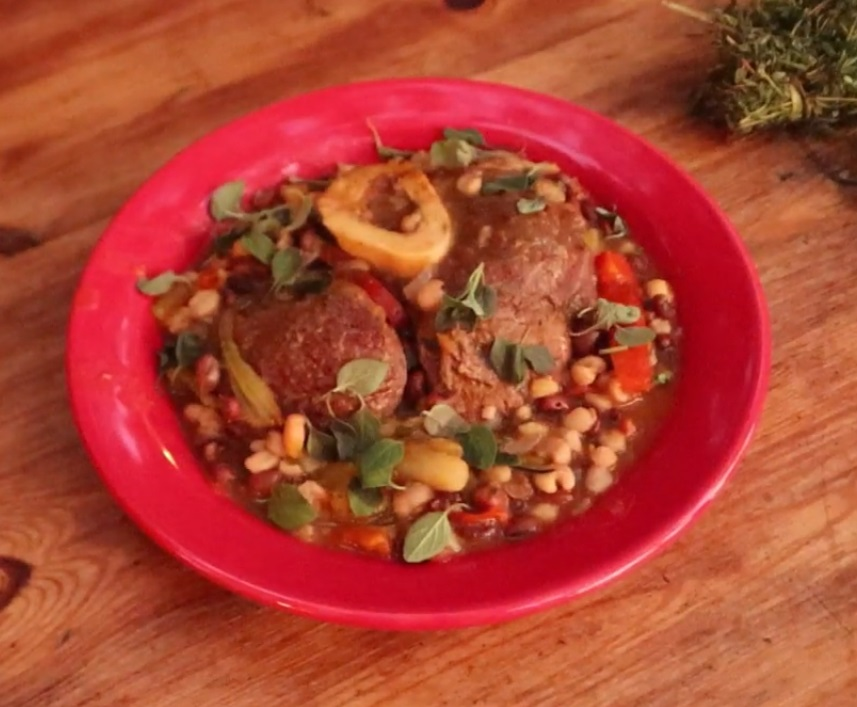
Yopará.

En tiempos más remotos los caldos constituían la única forma de consumo con las menudencias de res, las carnes, y otros. Por sus características son comidas para el invierno y deben servirse bien caliente. Según algunos estudiosos de la historia social del Paraguay, la gastronomía popular paraguaya se solidifica como pequeña industria familiar luego de la Guerra de la Triple Alianza, cuando los platos comenzaron a demostrar contundencia en el contenido calórico de estos, y atendiendo a la situación que sobrevino en el país luego del conflicto bélico que a corto plazo provocó la escasez de los alimentos. Los guisados de arroz, fideo, poroto o la mezcla de estos son recurrentes en el menú diario de los almuerzos entre semana. Otros de los platos más consumidos son el arroz quesú, bife a caballo, bife a la criolla, caldo de choclo, puchero, caldo de gallina con maní, polenta blanca, caldo de mandi'i, estofado de oveja, estofado trinchado, caldo de pata, caldo de surubí, caldo de poroto con pata, guiso macatero, guiso de poroto manteca, poroto con carne, caldo de arroz con carne, caldo de gallina, caldo de albóndigas, caldo de poroto fresco, pirón, ensalada de poroto, chastaka, chupín de pescado, locro blanco, locro karaí (con carne vacuna, pollo y cerdo), y el tradicional locro con verduras y rodajas de embutidos.
- El vorí vorí es un caldo espeso en el que se encuentran dispuestas un montón de pequeñas bolitas de harina de maíz y queso paraguay, al cual suelen acompañarseles carne, normalmente pollo o gallina casera. Cuenta con sus variantes: el vorí vorí karaí (con carne vacuna, pollo y cerdo), y el vorí vorí morotî, de estilo vegetariano que lleva aceite de girasol, ajo picado, zapallo, leche y arroz. El nombre “vorí vorí” es esencialmente guaranítico. En efecto, en el guaraní -una de las dos lenguas oficiales del Paraguay conforme a la actual Constitución Nacional del país sudamericano- la pluralización de un término se hace muchas veces por su repetición, vale decir, “vorí” es uno, pero “vorí vorí” es dos o más. Por tanto, la palabra “vorí”, que duplicada designa al plato, es un derivado del español “bolita” (en alusión a las pelotitas de maíz que se encuentran en el caldo); el vocablo “bolita” fue guaranizado como “borita” y, finalmente, se apocopó en “vorí”. Ergo, “vorí vorí” es “bolita bolita”.

- El caldo avá es un caldo o sopa que se obtiene hirviendo en agua todas las menudencias de la vaca, cocinándolas, principalmente el mondongo (intestinos y panza de las reses), el librillo (la tercera de las cuatro cavidades en que se divide el estómago de los rumiantes), la tripa gorda y el chinchulín, este último el intestino delgado comestible de ovinos y vacunos. Además de las menudencias mencionadas, se emplea cebolla, cebollita de verdeo, locote, locote picante y perejil. Fuera de Paraguay a las menudencias se las conoce también como achuras, pero guaranizado se le dio el nombre de «churas».

- El yopará es un plato de culto importante para la sociedad paraguaya, históricamente agrícola, el cual se consume el 1 de octubre de cada año para espantar al Karaí Octubre (personificación de la miseria), por tanto, cumple la función de alimento y conjuro contra las vacas flacas, según la tradición.[44] Octubre se caracteriza por ser el mes de mayor dificultad productiva en el año, también por ser el prefacio de la llegada de frutos en abundancia, es por eso, que la tendencia de la sociedad agricultora es consumir la semillas viejas de la cosecha anterior hasta esperar las siembras nuevas. Jopara (voz guaraní, léase yopará) significa "mezcla" y hace referencia a que este alimento mezcla locro y poroto en un mismo plato. La receta original no contiene carne, pero con el paso del tiempo adquirió estilos, como el yopará norteño (mezcla de porotos), yopará so'o (poroto rojo, carne vacuna, locro), yopará kuré (poroto negro, patitas, orejas, colita de cerdo) y el yopará kesú (que además de lo mencionado, incluye leche y queso).[45]

- El piracaldo es uno de los menús predilectos de los paraguayos. Entre los ingredientes que emplean son peces autóctonos de la variedad surubí, mandi'i, tres puntos y/o pico de pato; también queso paraguay, leche, cebollas, locotes rojos y verdes, ajos. Con todo, debe decirse que el ingrediente clave que le da el sabor al piracaldo es el mismo pescado combinado con el fresco queso paraguay, debido al espesor y contundencia que adquiere.

- El soyo es una sopa de carne majada a mortero, popularmente conocido con su apócope «soyo». Un tiempo se consideraba comida para pobres, pero su popularidad se dispersó extraordinariamente en todos los estratos sociales del Paraguay. Durante la pre-cocción se utiliza rabadilla o carnaza negra, agua fría, arroz, aceite, harina y legumbres.

- El chororqui (en guaraní mandi’o chyryry) es un plato que guarda cierta similitud con el Revuelto Gramajo rioplatense y está compuesto por la mezcla de mandioca, huevo, queso paraguay, cebollita de verdeo, perejil, kuratû, aceite, chorizos y/o carne picada. Es usual comerlo en la cena, aprovechando los restos de mandioca del medio día que era destinado para acompañar el plato principal.

### Pastas, embutidos y entremeses
En Paraguay se consume mucho los tallarínes, ravioles, ñoquis, pizzas, croquetas y embutidos. Entre las variedades de embutidos destacan los "besitos" que son pequeños, el chorizo parrillero picante, el chorizo con queso relleno, el chorizo caazapeño, el chorizo misionero, el chorizo viena y la butifarra. Es costumbre que con los guisos y fideos con salsa de tomate, se consuman ensaladas de hojas verdes con tomate fresco. Las empanadas y panchos se consumen dentro del pan. También se consume la milanesa (en italiano: Cotoletta), legado de la inmigración italiana, que es un filete de carne de res o de pollo al pan rallado, muy presente también en la gastronomía de Argentina y Uruguay. Entre los bocados más recurrentes se encuentran el lampreado de harina, payaguá mascada, empanada de mandioca, sándwich de lomito, sándwich de milanesa, chicharrón trenzado y enharinado. Además del asado tradicional de los domingos, también se consume el asado a la estaca, asado a la olla, surubí a la parrilla, cabeza guateada, dorado a la parrilla, etc.

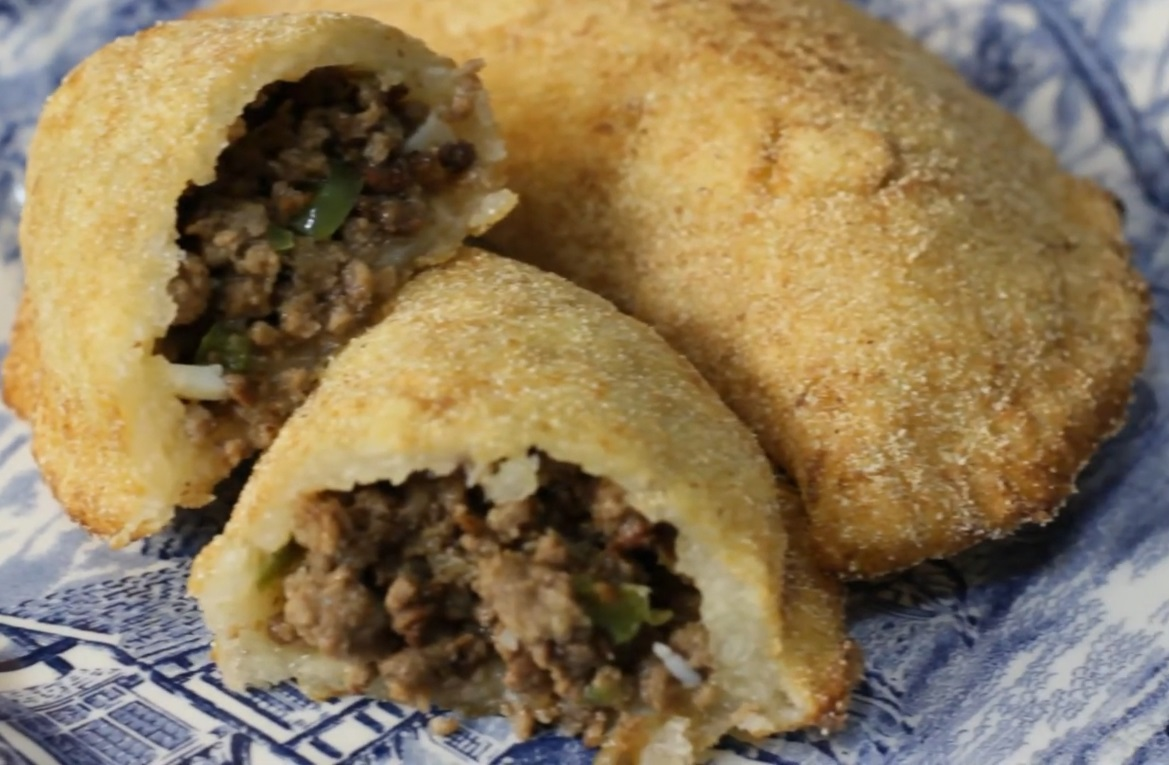
Empanada de mandioca.
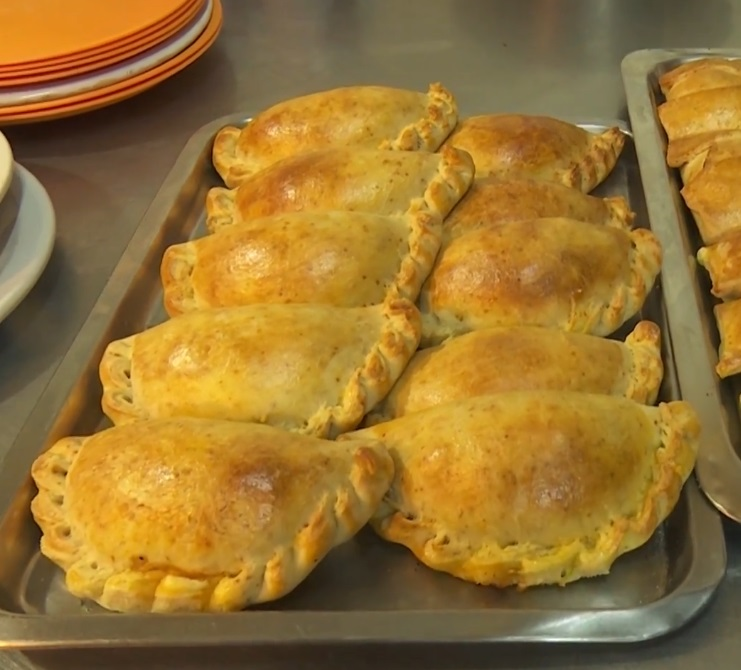
Empanadas caseras.
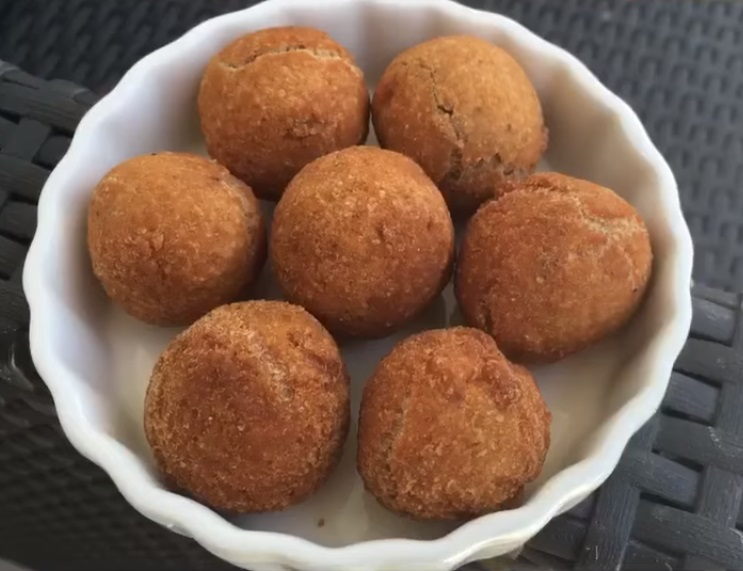
Croquetas.
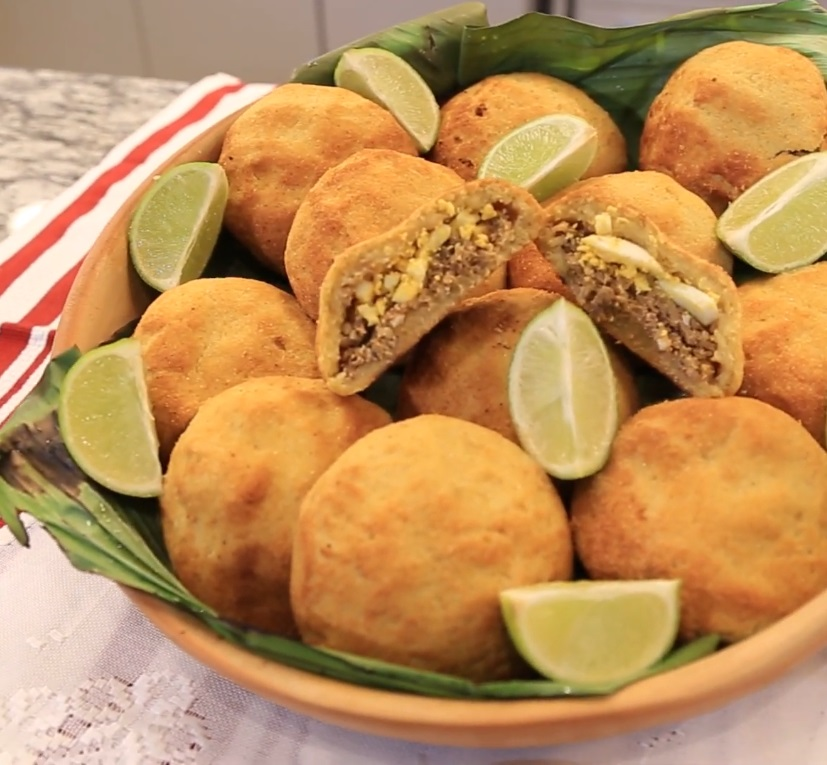
Chipa so'o.
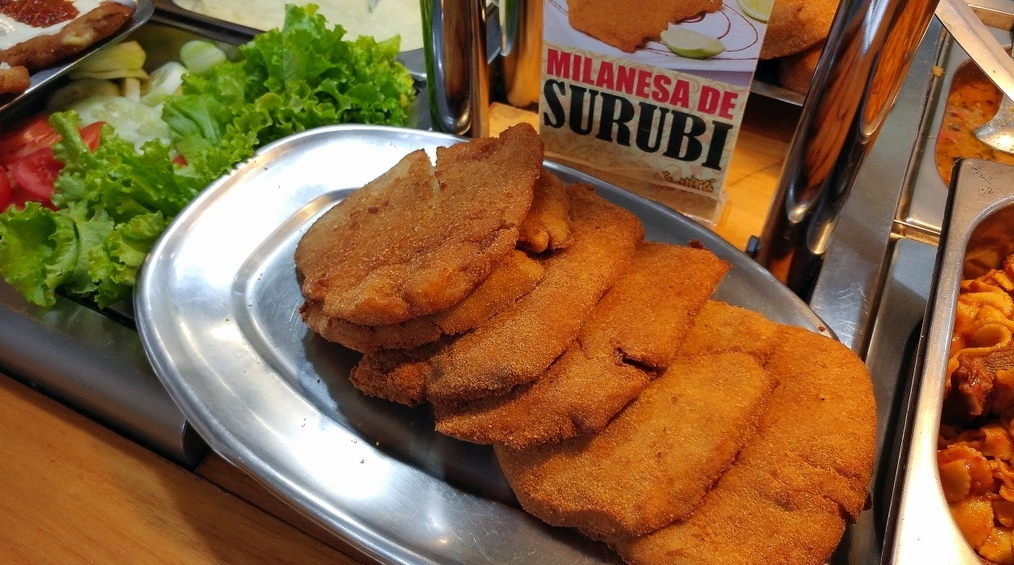
Milanesa de surubí.
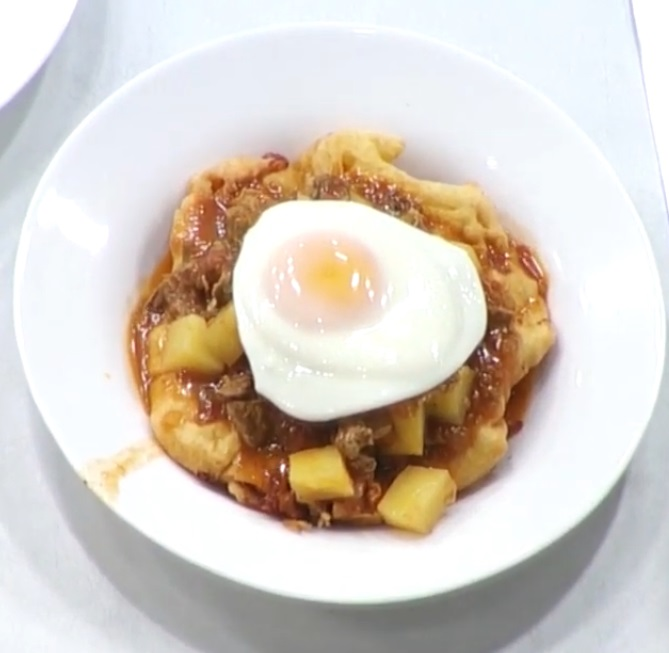
Puretón.

## Postres

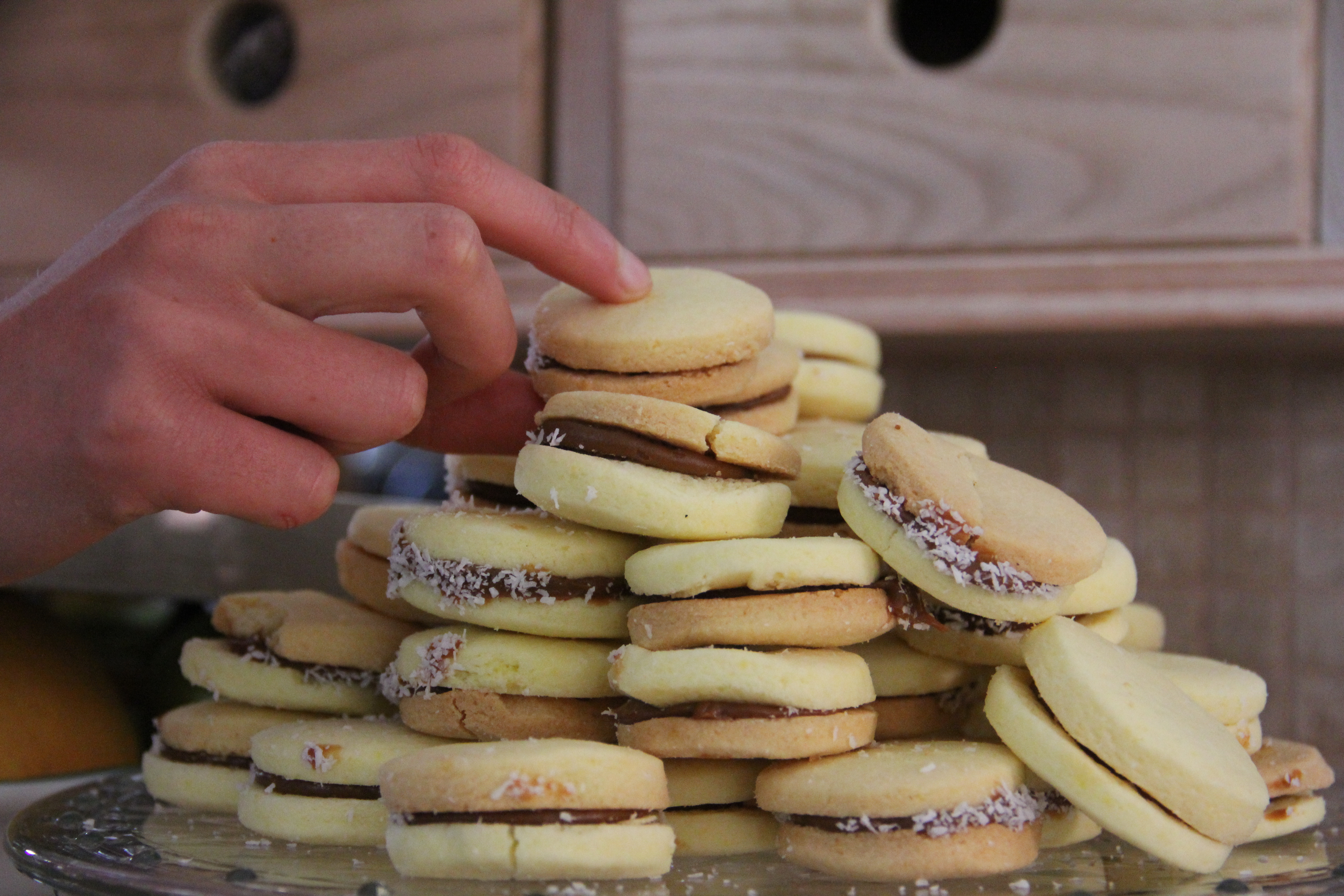
Alfajores.

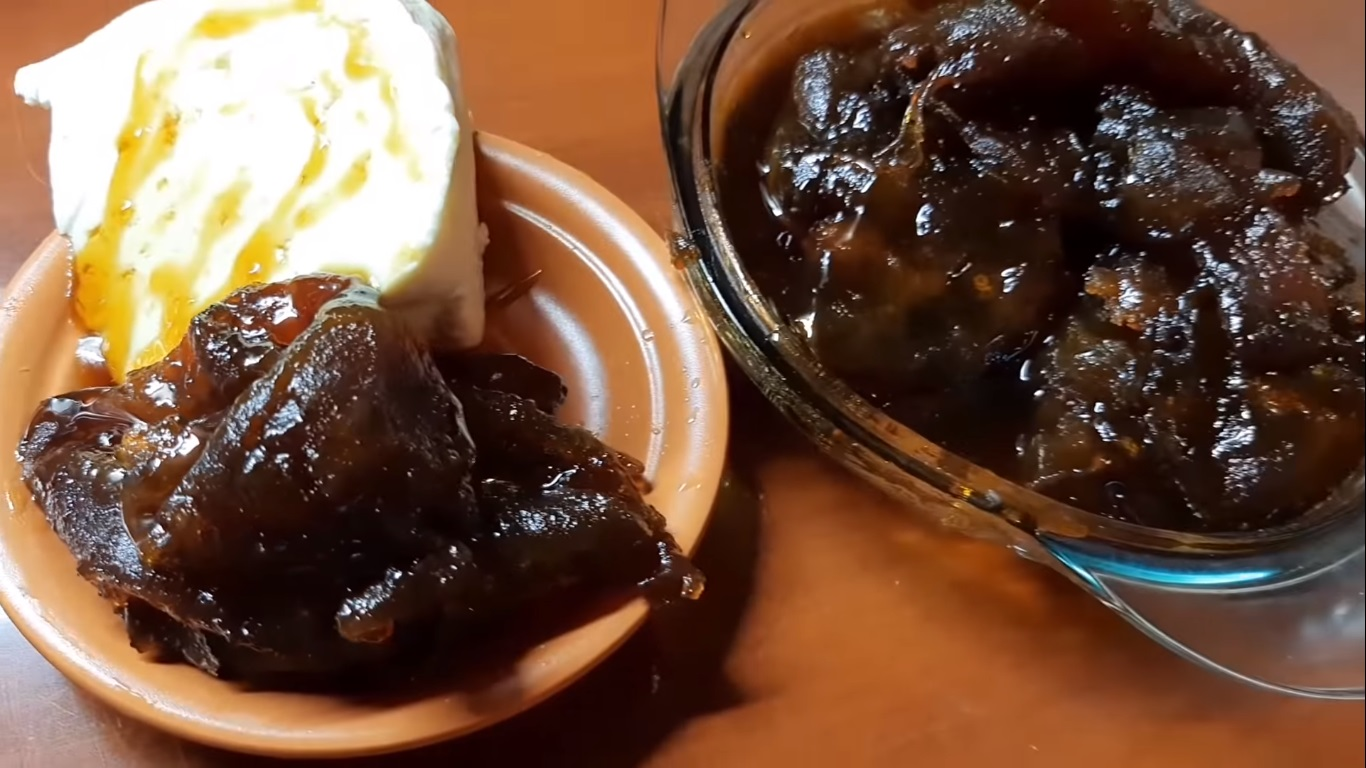
Koserevá con queso paraguay.

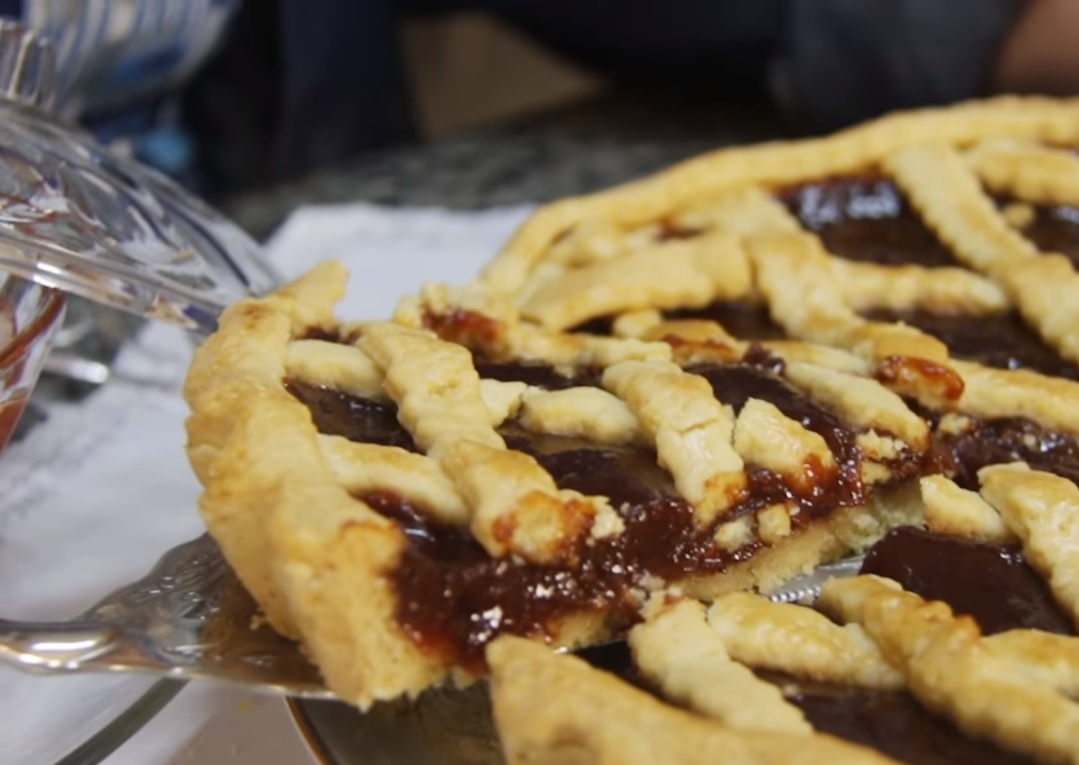
Pastafrola con dulce de guayaba.

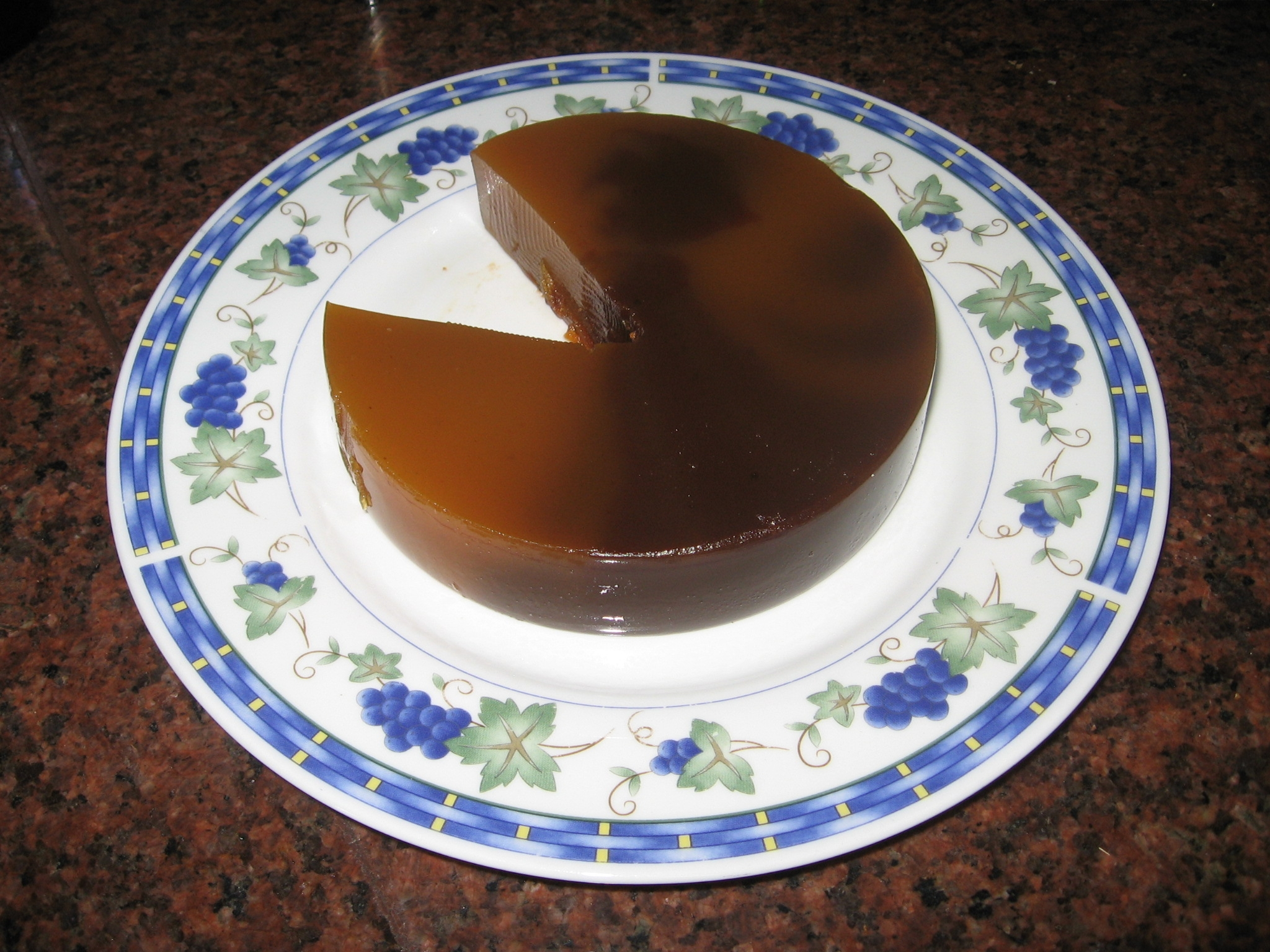
Dulce de batata.

- Entre los postres más destacados se encuentran: el dulce de leche, miel con queso Paraguay, maní con miel negra, mamón en almíbar, dulce de maní, leche crema, chocolate a la taza, la ensalada de frutas, el postre vigilante y los bollos o berlinesas. Los dulces de elaboración artesanal son también presentes, como el dulce de guayaba caacupeña y el dulce de frutilla aregüeña, los cuales se fabrican también en su versión repostera para tortas, mazapanes, decorados, medialunas, buñuelos, etc.

- Kivevé: es uno de los platos de comida semidulce de la gastronomía paraguaya. Se trata de una crema pastosa y consistente que tiene como base a un tipo de zapallo o calabaza tradicional llamado andaí. Para el kiveve tradicional se utilizan agua, leche, azúcar, harina de maíz y queso.[46] En la creencia popular esta receta está indicada a mujeres que están amamantando ya que la calabaza ayuda a producir más leche materna. Una variante de este es el Kivevé Negro, el cual lleva torta negra de miel negra mojada en cocido quemado, y espolvoreado con ka'i ladrillo triturado. Las técnicas de preparación tienen un componente de sabiduría regional, como el kaguyjy, que le dio su nombre en guaraní a la mazamorra, pero que originalmente describía un modo de tratar a algunos ingredientes. La técnica del que se habla consiste en reposar el maíz para el desprendimiento de su cáscara, el cual se hace preferentemente del marlo del maíz y ramas de naranja, que se queman; queda la ceniza que después se mezcla con agua y se pone en paño para estrujarlo. El líquido obtenido de ahí se utiliza para la preparación de la mazamorra, el dulce de mamón, etc. Este procedimiento es poco común en otros lugares y en México se la conoce como nixtamalización, pero se hace con cal en lugar de ceniza.

- Mazamorra paraguaya: elaborado con un tipo de maíz conocido como “locro” (el cual también da nombre a un plato muy sustancioso y propio de varios pueblos precolombinos en América del Sur), agua, y la tradicionalmente llamada “lejía”, que es una solución alcalina a base de cenizas cuyo fin es separar la cascarilla del grano. Como todo alimento a base de maíz, y más particularmente el locro, la mazamorra, que hace parte de la denominada antropología culinaria del Paraguay, es muy rica en valores proteicos y calóricos por razones históricas plena. Esto debido a que en épocas de guerra quienes luchaban en aquel tiempo consumían este alimento como energizante, o para que no sufran algún tipo de enfermedad nutricional.[47] La mazamorra puede servirse con miel negra de caña, leche o azúcar. Las otras variantes de este postre son mazamorra con miel, mazamorra con leche y mazamorra con azúcar.

- Koserevá: es un postre hecho de apepú, es decir, de las naranjas a punto de madurar y las que inclusive ya cayeron al suelo. Tiene un sabor agridulce, cumple la función de digestivo y además, de esta preparación surgen otros postres como la mermelada y la tarta de koserevá. Emplea la cáscara del apepú en lugar de la pulpa, miel de caña, clavo de olor, azúcar y agua. Es acompañable con chantillí o queso Paraguay.[48]

- Arroz con leche: de orígenes muy antiguos en Asia, este postre llevan en común tres ingredientes, tales como el arroz, la leche y el agua. Existen diversas formas de elaboración del arroz con leche: en la versión más tradicional se utiliza leche de vaca, agua, arroz, azúcar, cáscara de limón y canela. La otra variante existente es aquella a la que se agrega vainilla, con la cual se logra un sabor diferente. En las zonas rurales del país se le considera un postre muy nutritivo y favorable para el desarrollo mental, por la utilización de la canela. También se prepara cremoso, sin lactosa o con leche condensada.[49]

- Pastafrola: es una tarta artesanal típica de la gastronomía paraguaya-rioplatense. Mientras que en la gastronomía uruguaya y argentina la tarta es cubierta con dulce de membrillo, en la cocina paraguaya la masa es cubierta con dulce de guayaba repostero. Se puede acompañar con café o mate dulce.

- Dulce de mamón: son pequeñas lonjas de mamón conservadas en un jugo viscoso y acaramelado. Debido a que es empalagoso, puede agregarse un chorro de jugo de pomelo para contrarrestar o neutralizar el fuerte sabor.

- Dulce de batata: es un dulce típico de la culinaria paraguaya-rioplatense, y es ingrediente principal del postre vigilante. Hay también variedades con chocolate y con cerezas. Además de comerlo sólido, se usa para rellenar tartas o bocados.

## Bebidas

### Bebidas analcohólicas

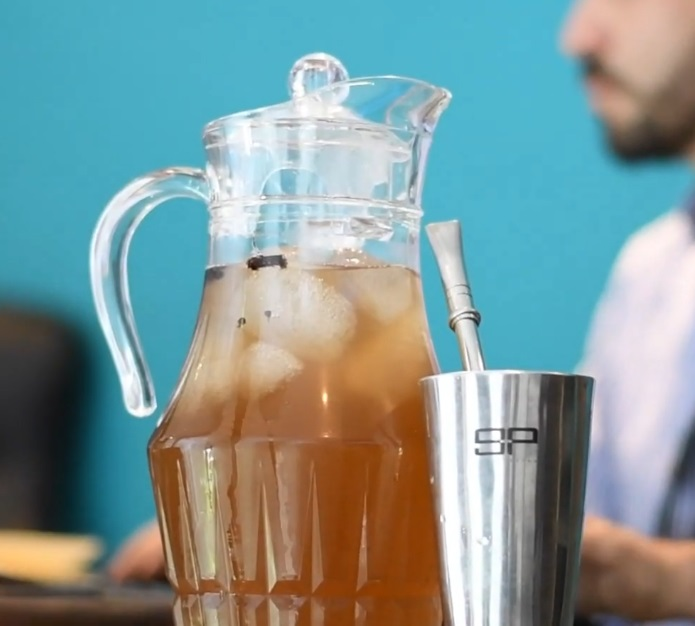
El tereré es la bebida nacional del Paraguay.

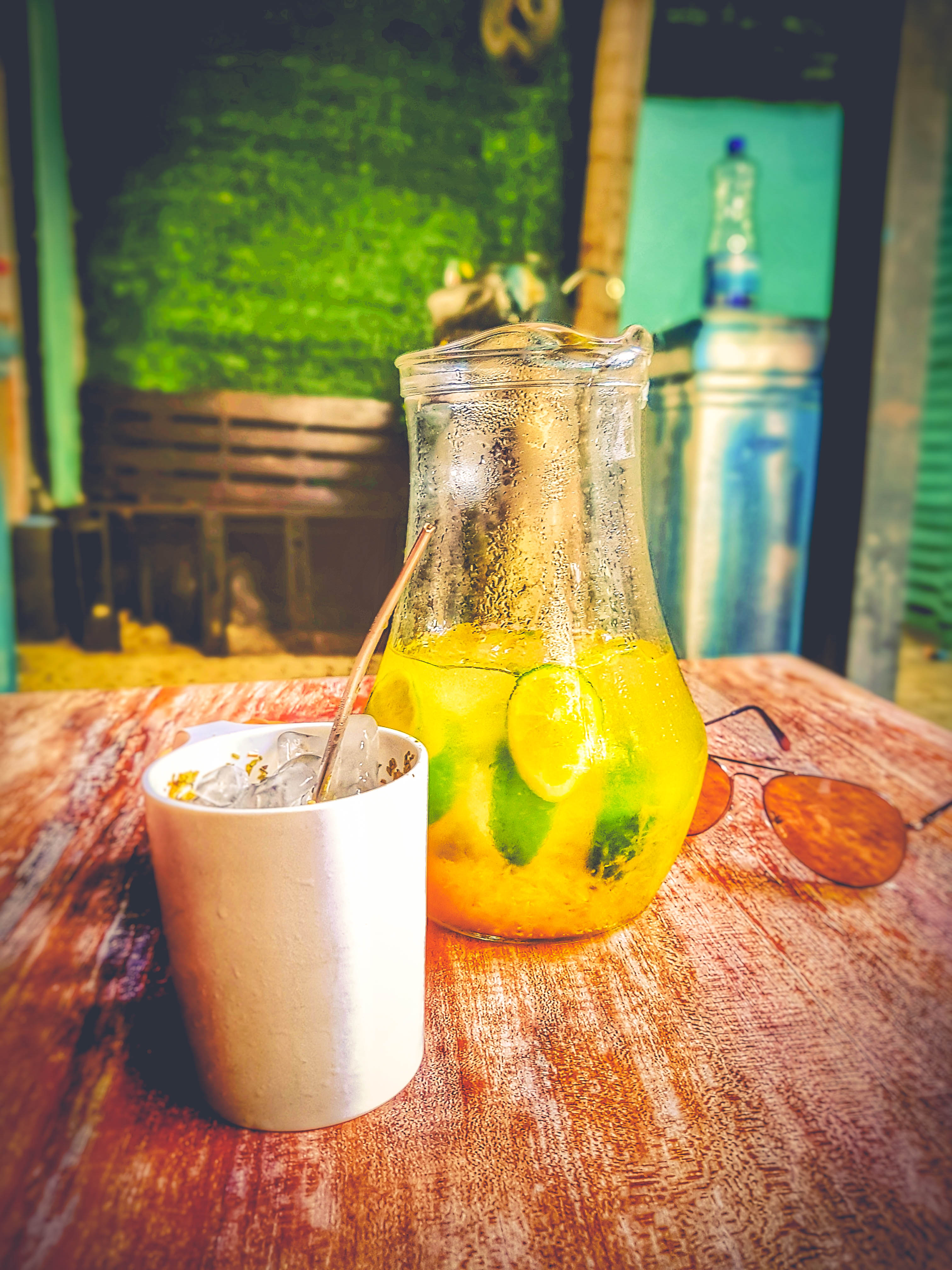
El tereré ruso, a base de jugo, es típico del departamento de Itapúa.

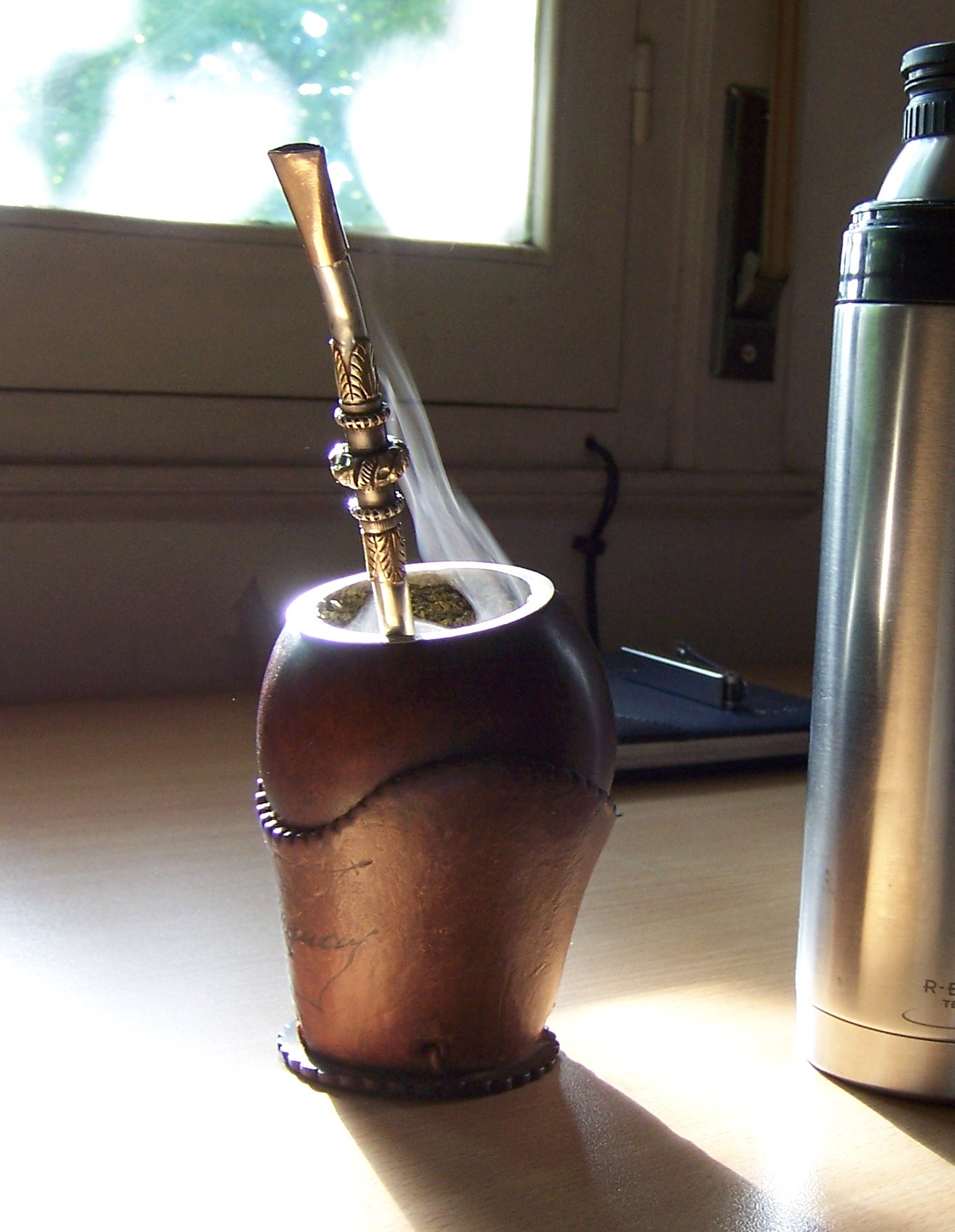
Mate amargo.

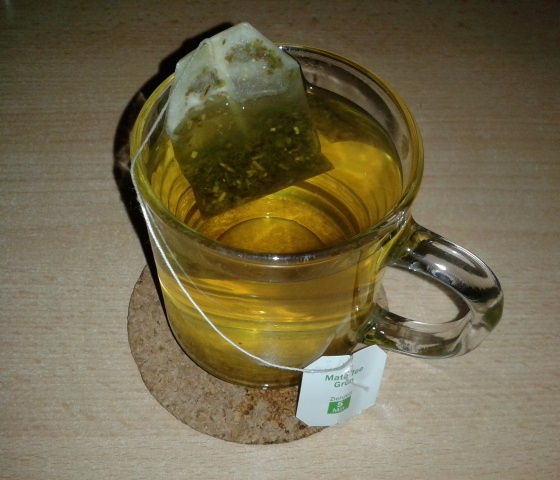
Mate cocido.

Las bebidas analcohólicas típicas del Paraguay son de origen guaraní, y fruto de la evolución del arte culinario paraguayo, la forma en que se beben estas infusiones no son de la misma manera en que se bebían en aquel entonces. Este paradigma se aplica especialmente al tereré, ya que si bien los guaraníes consumían la yerba mate antes del siglo XVII, se ha demostrado que solo consumían el sumo de la hoja de la yerba como un té. Además, fumaban la hoja de la yerba cruda como cigarros, parecidos a los que se hacen con las hojas de tabaco. Fue ya muy después, que los conocimientos sobre el Pojhá ro’ysã (remedio  refrescante) y el Pojhá akú (remedio caliente) se adquirieron en la sociedad paraguaya mestiza, que en el universo botánico se le denomina en guaraní como Pojhá ñaná (hierbas medicinales).
En el año 2011, mediante la ley de la Nación N.º 4.261, se declaró: “Que el tereré es Patrimonio Cultural y Bebida Nacional del Paraguay”, fijando el último sábado de febrero de cada año como «El Día del Tereré».
En épocas pasadas se utilizaban (y se sigue utilizando) los termos adecuados y disponibles para cada infusión, por ejemplo, el termo de acero inoxidable para el mate, el termo de plástico o deportivo para el tereré y un termo cafetero para el mate dulce. En los últimos años, es popular y cada vez frecuente el uso del termo bi-térmico (frío-caliente) para todas estas bebidas, que al igual que con los recipientes antiguos, continúan complementándose con la costumbre de personalizarlos a través del forrado con cuerina. A finales del 2015, comenzó el furor de los termos tecnológicos, que si bien aún no se popularizó, es por la razón de que todavía necesita ajustes y estudios para garantizar su explotación comercial.
- Mate: el contenido herbal empleado para el mate es el Pojhá akú. La bebida caliente tradicional es el mate, que tiene como protagonista a la yerba mate (Ilex paraguariensis), el cual consiste en hacer una infusión con hierbas naturales utilizando la pava o tetera para preparar la infusión. Una vez calentado a una temperatura aproximada de 80 °C (o bien cuando el agua comience a ebullir) la bebida se vierte en un termo de acero inoxidable, esto si se desea conservar la temperatura, dado que la práctica de mantener caliente la pava en la fogata ha descendido y sigue siendo característico de las zonas rurales. Un utensilio que se complementa con el termo es el matero que sirve para colocar la yerba en ella para luego verter la preparación caliente y sorberla utilizando la bombilla. La forma en que se consume el mate es totalmente amarga, empleando distintos Pohâ akú como Jate'i ka'a, Jaguarete ka'a, Cedrón kapi'i, Eneldo, Burrito, Anís, Manzanilla, Boldo, Hierbabuena, etcétera. En ocasiones hay quienes agregan Ka'a he'ẽ o cáscara de naranja, pero por lo general nunca se le agrega azúcar al matero, costumbre que sí se ve a menudo en otros lugares de la región, como en Argentina.

- Mate dulce: es el que se prepara con azúcar quemada, leche y cáscara cítrica, cebado en un “matero” con coco rallado o mbocayá molido. Poco tiene que ver con el mate de leche del litoral argentino cuyos ingredientes son leche sin caramelizar, complementada con yerba mate y azúcar.[52] La preparación tradicional del mate dulce consiste en calentar leche, no sin antes caramelizar el azúcar a fuego lento en una hervidora, luego se quema la cáscara seca de la naranja y se la integra en el termo con la leche ya servida. La bebida puede complementarse a gusto con canela, un poco de miel o simplemente azúcar granulada. El mate dulce puede variar de acuerdo a las exigencias fisiológicas del consumidor, de tal modo que puede elaborarse también con leche descremada y edulcorante. Amén de las variedades expuestas, lo que no varía es el ingrediente estrella: el coco. El coco, elemento que sustituye a la yerba mate en el matero, puede ser de tipo mbocayá molido el cual es machacable dentro un mortero o polietileno, o bien puede ser coco rallado. Como ingrediente extra puede mezclarse maní molido con el coco del matero. Al igual que con el mate cocido, puede consumirse con galletitas, medialunas, chipa cuerito, etc.

- Tereré: el contenido herbal empleado para el tereré es el Pojhá ro’ysã. Contrario a lo que se piensa, no es "mate frío", dado que las hierbas medicinales que se emplean en su elaboración no son las mismas que las que se emplea en el mate, e incluso puede variar en el tipo de yerba. El tereré es una infusión a base de agua, hielo, yerba mate y raíces/yuyos refrescantes, tales como el Azafrán, Urusu he'e, Agrial, Batatilla, Burrito, Cedrón, Kapi'i katî, Ajenjo, Santa Lucía, Escobilla, Perdudilla Blanca, Menta'i, Taropé, Cocú, Cola de caballo, Hoja de limón, Jengibre, Zarzaparrilla, entre muchos otros. Dado el clima predominantemente caluroso, el tereré es de ligero mayor consumo que el mate, y más que para aplacar el calor, sirve para socializar. El tereré rupá, del guaraní la cama del tereré, es una media mañana bastante puesta en práctica en el hábito tererero de la población paraguaya.  El motivo de su consumo se debe a que no se recomienda beber directamente el líquido de la yerba mate si es que anteriormente no se desayunó, ya que el mismo es frío y podría dañar al sistema digestivo. Dado que cada organismo es diferente, a ciertos consumidores no les afecta esto. Entre los tereré rupa que se consumen pueden ser una empanada, una tortilla casera o una milanesa.[53]

- Tereré ruso: es la bebida que reemplaza las hierbas del tereré tradicional por jugos cítricos, y de fuerte popularidad en el sur de Paraguay, en el departamento de Itapúa con más precisión. En esta región llegaron inmigrantes eslavos como rusos y bielorrusos que fueron exiliados y acogidos por el Paraguay, quienes posteriormente ayudaron a las tropas paraguayas en la Guerra del Chaco. Estos inmigrantes, ya integrados en la sociedad paraguaya, emplearon jugo de naranja u otras frutas como sustituto del agua y las hierbas del tereré original. Se prepara preferentemente con jugo de frutas, gaseosa cítrica o té helado, y se recomienda consumirlo con yerba de palo entero, puesto que la yerba de palo molido (que sí es apta para el tereré tradicional) puede provocar una indigestión.

- Mate cocido: aparte del té y del café, otra infusión muy consumida durante el desayuno o la merienda es el mate cocido o simplemente "cocido". El mate cocido se obtiene cuando se disuelve yerba mate en agua caliente (por distintos métodos de cocción), el resultado, es un líquido aromático de color verde transparente, de un sabor amargo suave, cuyo color puede variar a más o menos oscuro dependiendo de la concentración de la Ilex paraguariensis disuelta en el agua. Se acostumbra servirlo caliente en una taza o un jarro, se puede endulzar con azúcar o edulcorante. Suele tomarse puro (cocido negro) o mezclado con leche (cocido con leche).

- Cocido quemado: se trata del mismo mate cocido pero preparado en su forma más ortodoxa. Es una costumbre que viene desde hace siglos, antes de que el mate cocido comenzara a explotarse comercialmente en polvos y saquitos solubles. La preparación se basa en poner la yerba en un plato con un poco de azúcar encima, luego colocar carbón de leña encendido sobre esta preparación, para conseguir que el azúcar se queme levemente y darle su sabor característico.

- Mosto helado: es una bebida hecha de caña de azúcar cuya preparación consiste en pasar la caña de azúcar por el trapiche de madera o de hierro para obtener el zumo. Se toma bien frío y en su estado puro.

- Aloja: es la denominación otorgada a diversos tipos de bebidas en Hispanoamérica, y como sucede, puede tener diferentes recetas de acuerdo al país. La aloja es típica de los cañaverales paraguayos el cual se prepara con miel negra, agua, limón y abundante hielo. También puede prepararse con apepú, naranja dulce, mandarina, pomelo o lima.[54]

### Bebidas alcohólicas

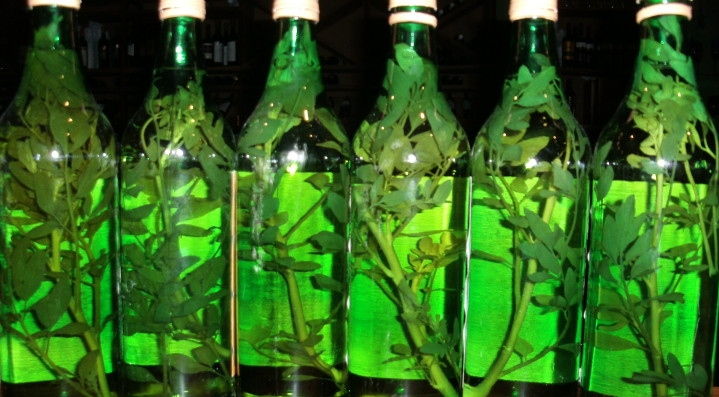
Carrulim.

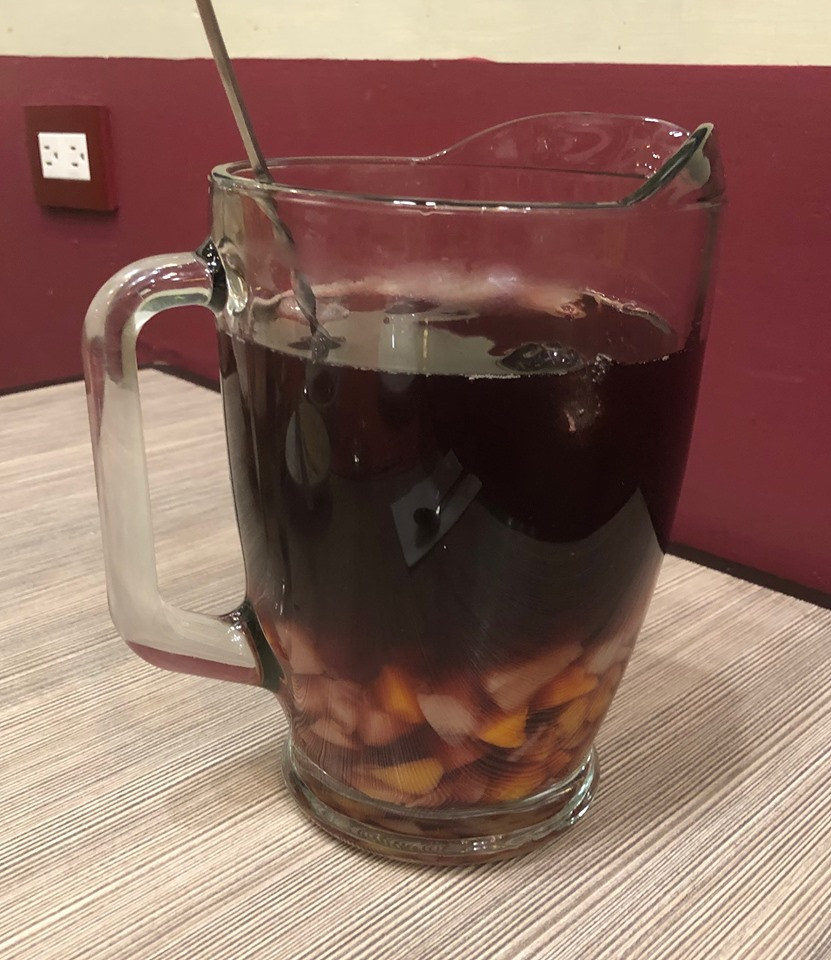
Clericó.

- Entre las bebidas alcohólicas que se consumen están el vino de uva, vino de naranja, vino oporto, así como licores de las variedades que siguen: leche, anís, lima paraguaya, limón paraguayo, kapi'i katî, limón sutil, guaviramí, rosa paraguaya, café, durazno, mamón, naranja, piña y banana.

- Caña paraguaya: es la bebida con graduación alcohólica de 42 a 45 volúmenes obtenida de la destilación del líquido fermentado preparado exclusivamente de miel de caña (jarabe), concentrado a fuego directo en evaporadores abiertos. La graduación del destilado no debe ser superior a 70 volúmenes. Se llama caña paraguaya añejada a la bebida obtenida a partir de un destilado añejado durante dos años en recipientes de roble, madera paraguaya o similar apropiada, de capacidad no superior a 600 litros, usualmente con agregado de caramelo para corrección de color.

- Clericó: es una bebida alcohólica frutal de origen sudamericano, elaborada para los días anteriores y posteriores a la fiesta de fin de año. Como en otros lugares, la preparación de la ensalada de frutas integra por añadidura alguna bebida alcohólica, como vino tinto, vino blanco o sidra. También son conocidos el Clericó Paraguay, el Clericó Hovy y el Clericó Espumante.

- Carrulim: es un acrónimo (CAña, RUda y LIMón). Más allá de ser bebida, es una tradición que se consume el 1 de agosto de cada año para "ahuyentar" el mal augurio que podría llegar en el mes. Uno de los dichos populares referentes a esta costumbre es el siguiente: Agosto, vaka piru, tuja ha guaigui rerahaha (agosto, el mes que se lleva a las vacas flacas y a los viejos). Según historiadores, es una costumbre antigua cuyo nombre aparecería recién a finales de 1800, un brebaje que en principio se consumía para aplacar enfermedades como la gripe y otros males que aquejaban a la población. Actualmente, esta bebida ha sido desplazada por la medicina moderna y quedó como un antídoto contra la mala onda o para ahuyentar los males de agosto. Su preparación consiste en mezclar caña con ruda y limón para beberlo en ayunas. También puede agregarse katuava, guaviramí o miel de abeja para cambiarle el sabor.[55] El 29 de julio de 2019 fue declarado Patrimonio Cultural Inmaterial y brebaje tradicional del Paraguay.[56]

- Chicha: hace referencia a la bebida preparada con cáscaras de piña o yvapurû, agua y azúcar, que fermenta espontáneamente sin utilizar una levadura específica y es de poca graduación alcohólica. En esta bebida, se aprovecha la cáscara y aquello que no se come al momento de utilizar los frutos antes mencionados.

### Producción vitivinícola
Contrario a lo que se ha pensado por mucho tiempo, el suelo paraguayo de la región occidental califica como apto para la viticultura. Paraguay llegó a ser exportador de vinos desde la época colonial española hasta los comienzos de la guerra. Tras un breve retorno y cese de actividades a principios del siglo XX, en 2019 la enología se implantó de nuevo para elaborar el único vino de alta gama hecho en Paraguay. Se trata de «Bodega Giacometti», una franquicia de César Victorio Giacometti, quien comenzó a elaborar vinos en Córdoba y luego en Paraguay. Algunas de las variedades de uvas importadas provienen de varias partes del mundo, incluida la región del Valle de Uco, Mendoza. Estos viñedos se aclimataron y gracias al soporte técnico, lograron cultivarse en suelo chaqueño. En la actualidad elaboran dos líneas, Amore y Sognatore. Las variedades que más se elaboran son Tinto, Rosado, Blanco, Merlot, Malbec, Sauvignon, Cabernet, Rose Malbec y el Espumante.

## Establecimientos y festivales

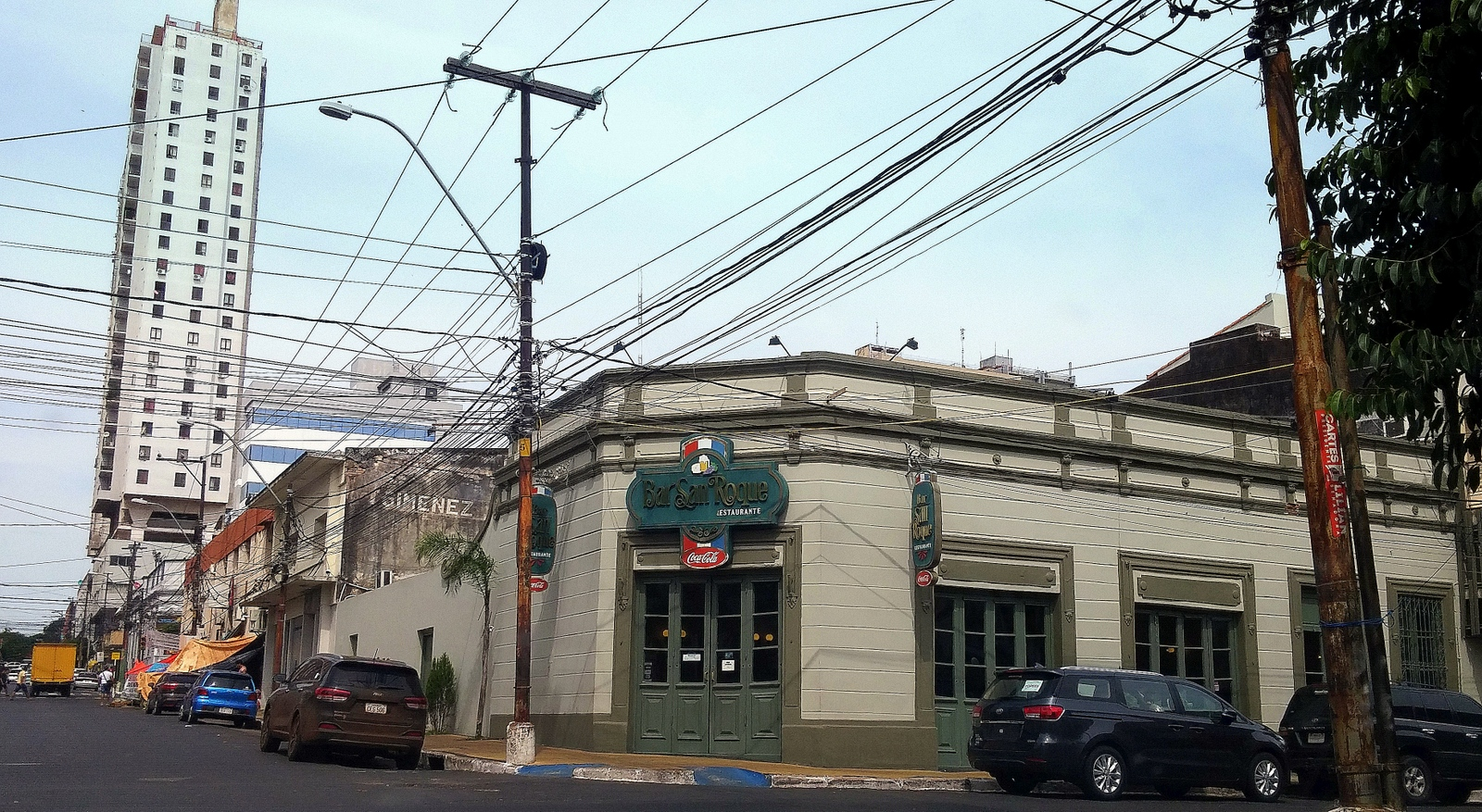
RestoBar San Roque, fundado en 1900 y adquirido en 1947 por los alemanes Alois y Francisco Knapps.

Los establecimientos rústicos son parte de la tradición culinaria de Paraguay. Existen emprendimientos creativos en torno a la demanda del tereré, como el alquiler del mismo a través de deliverys y aplicaciones móviles, muy requeridos en el ambiente laboral. Sobresaliente en ciudades como Asunción y Encarnación, a principios del 2016 paraguayos desarrollaron apps a través de la empresa Doers: Pohã Ñemuhã y Tereré 2.0, los cuales permiten elegir las combinaciones de pohã ñanã que integrará el producto solicitado. En el ámbito tererero, Tereré Pantano se abrió a nuevas posibilidades sin perder la esencia de la bebida original; la venta de yuyos congelados dentro de hielos saborizados logró expandirse en Gran Asunción, Ciudad del Este, Pedro Juan Caballero, Villarrica y Concepción. Durante la Expo 2018, el estudiante de la Universidad Americana Alejandro Mercado, bajo su microempresa «Terere're, Re Nuestro», presentó un filtro para el termo bomba, el cual desarrolló para suplir los problemas de bombeo impedido por yuyos de minúscula talla. Debido a la practicidad y condición dúo-térmica del termo bomba, el filtro es ocasionalmente útil para el filtrado de aditivos como el zumo o el hielo triturado.
En Paraguay son comunes los festivales, y se las conoce con la denominación de Expo, Expo Feria o Festival. La Expo Frutilla, desarrollada por la Coordinación Municipal de Frutilleros, es un rasgo distintivo de Areguá que se desarrolla entre julio y septiembre de cada año. Durante este periodo los visitantes aprovechan la ocasión para degustar las variedades de productos elaborados con frutilla, como licuados, postres, helados, tartas, hasta empanadas dulces, copos con chocolate-chantillí. En Misiones, el Festival del Batiburrillo va acompañado de danzas y músicas folklóricas con la presencia de artistas excepcionales (rasgo compartido con la fiesta de San Juan), y en el lugar, se degustan otros platos autóctonos como el chorizo sanjuanino y el siriki. Otros de los festivales que se pueden citar son el Festival de la Tilapia (Acahay), Festival del Lechón Maturado (Peña), Festival del Costillar (Naranjal), Festival de la Chipa (Eusebio Ayala) y Festival del Licor (Yegros).

## Certificaciones
La gastronomía paraguaya tiene notoria presencia en el plano internacional. Paraguay participó por primera vez en la Feria Internacional de Turismo Gastronómico (FIBEGA), realizada el 10, 11 y 12 de mayo de 2019, en Miami. En el marco de este acontecimiento, el libro de recetas bilingüe "Poytáva - Origen y Evolución de la Gastronomía Paraguaya", de la etnogastrónoma Graciela Martínez, fue nominado y premiado en la categoría «Best Promotional Artistic work in Gastronomy Tourism» (en castellano, mejor trabajo artístico de promoción en turismo gastronómico). El libro galardonado es fruto de las tres décadas de estudios de la chef. Es costumbre que chefs paraguayos expertos en la etnococina diserten charlas a favor de constructivos proyectos, detalles que la Secretaría Nacional de Turismo (SENATUR) acostumbra declarar como interés turístico nacional, mediante la Resolución N° 349/15. Los puntos que más se abordan en estos encuentros son: los orígenes de la gastronomía paraguaya y su resistencia en la contienda de la Triple Alianza; las influencias, consecuencias y expansión en las regiones del Río de la Plata y Mato Grosso do Sul; la gastronomía española de los andaluces ligada con los árabes; y la cocina de los guaraníes con influencias nórdicas sumado a su evolución entre 1837 y 1870, época en que Madame Lynch y su cocinero parisino introdujeron el estilo romántico mediterránero adaptado a los ingredientes disponibles en el país. El 24 de abril de 2018, la Dirección Nacional De Propiedad Intelectual (DINAPI) patentó más de 50 platos, considerados patrimonio gastronómico paraguayo. En 2017, Paraguay entró al Libro Guinness de los récords con la ronda de tereré más grande del mundo, un reto que precisaba de mil participantes y que alcanzó la cifra oficial de 1.332 personas en Asunción. Roberto Servín, presidente de la asociación Tereré Paraguay Mba'e clarificó que el tereré como propiedad paraguaya fue raíz de la iniciativa, y el récord fue para homenajear esta costumbre nacional.